# John William Waterhouse
John William Waterhouse (Roma, entre janeiro e abril de 1849 - Londres, 10 de fevereiro de 1917) foi um pintor inglês, conhecido pelas obras no estilo pré-rafaelita. Trabalhou diversas décadas após o fim da Irmandade Pré-Rafaelita, que viu seu apogeu no meio do século XIX, o que fez com que ele fosse apelidado de “o pré-rafaelita moderno”. Recebendo influência não só do início do pré-rafaelismo como também de seus contemporâneos, os impressionistas, suas obras eram conhecidas por suas representações de mulheres tanto da mitologia grega como da lenda do Rei Artur.
Nascido na Itália de pais ingleses pintores, ele mais tarde mudou-se para Londres, onde ingressou na Academia Real Inglesa. Logo começou a expor suas obras nas exposições anuais de verão da academia, focando na criação de telas grandes retratando cenas da vida cotidiana e da mitologia grega. Mais tarde aliou-se declaradamente ao estilo pré-rafaelita de pintura, mesmo que na arte britânica este fosse um estilo fora de moda há décadas.
Apesar de não ser tão conhecido como artistas do início do pré-rafaelismo como Dante Gabriel Rossetti, John Everett Millais e William Holman Hunt, a obra de Waterhouse atualmente é exposta em grandes galerias britânicas de arte, e a Academia Real Inglesa organizou uma grande retrospectiva de sua obra em 2009.

## Biografia

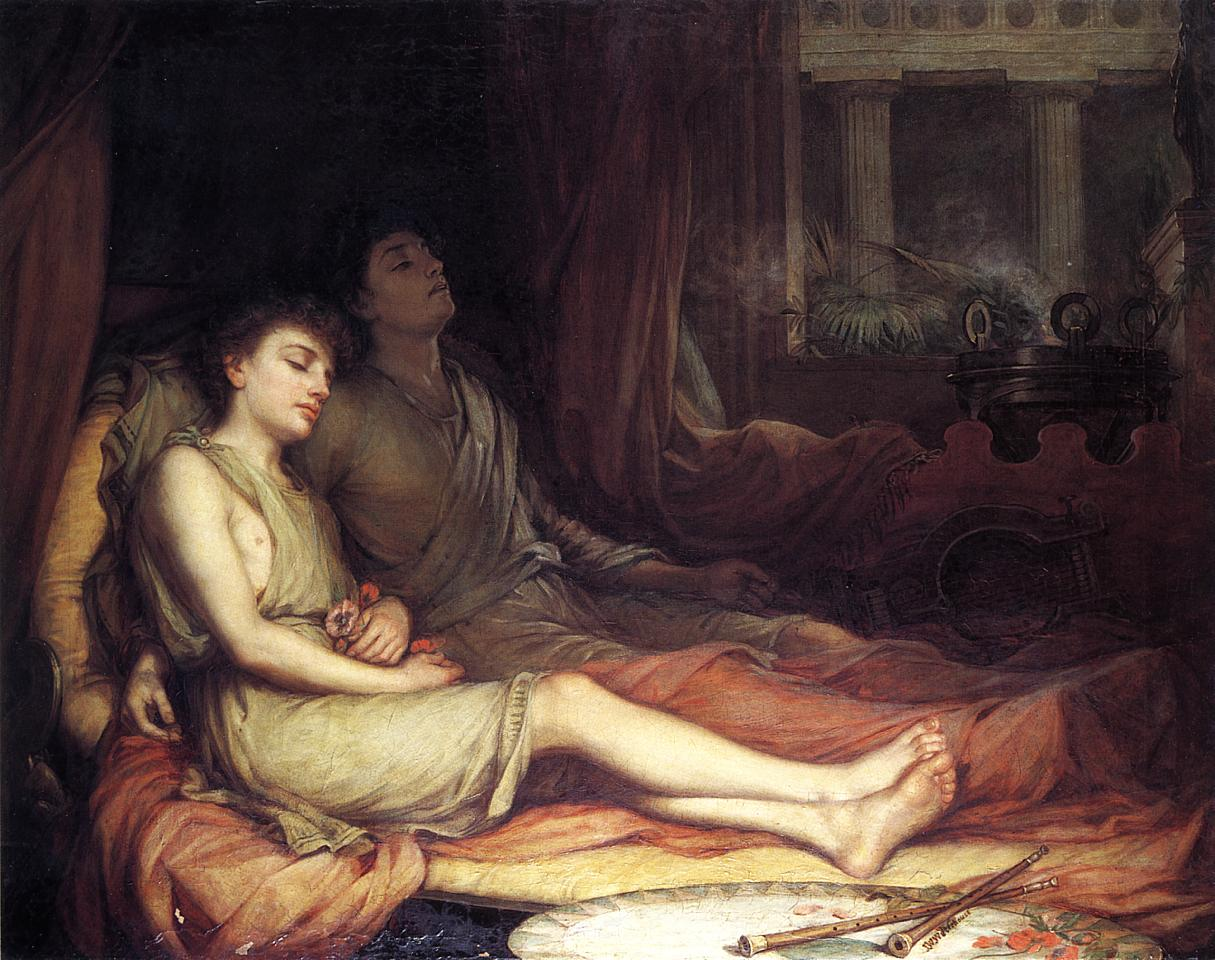
Sono e o seu Meio-irmão, Morte (1874), o primeiro quadro de Waterhouse a ser exposto na Academia Real Inglesa, recebendo uma recepção acalorada.

Waterhouse nasceu em Roma, filho dos pintores britânicos William e Isabella Waterhouse, em 1849, no mesmo ano em que os fundadores da Irmandade Pré-Rafaelita, Dante Gabriel Rossetti, John Everett Millais e William Holman Hunt, estavam ascendendo no cenário artístico de Londres. A data exata de seu nascimento é desconhecida, apesar de ele ter sido batizado em 6 de abril e de um recente especialista na obra de Waterhouse, Peter Trippi, acreditar que ele nasceu entre 1 e 23 de janeiro. Sua juventude passada na Itália geralmente é citada como um dos motivos pelos quais muitas de suas pinturas estavam ambientadas na Roma antiga ou baseada em cenas tiradas da mitologia românica.
Em 1853, os Waterhouses retornaram à Inglaterra e mudaram-se para uma casa nova no bairro londrino de South Kensington, perto do recém-fundado Victoria and Albert Museum. Waterhouse, apelidado de Nino, por vir de uma família artística foi encorajado a envolver-se em pintura, e muitas vezes esboçou obras que viu no Museu Britânico e na National Gallery. Em 1871 ingressou na Academia Real Inglesa para estudar escultura antes de mudar-se para o curso de pintura.

### Carreira
As obras juvenis de Waterhouse não eram essencialmente pré-rafaelitas, apesar de tratarem de temas clássicos ao estilo de Lawrence Alma-Tadema e Frederic Leighton. Essas obras juvenis foram expostas na Dudley Gallery e na Sociedade Real de Artistas Britânicos, e em 1874 seu quadro Sono e seu meio-irmão Falecimento foi exposto na exposição de verão da Academia Real. A pintura obteve uma recepção acalorada e Waterhouse pôde expô-la na exposição anual todo ano até 1916, com exceção de 1890 e 1915. Passou a crescer gradualmente no cenário artístico, com grande ajuda pelo fato de seu quadro Depois da dança (1876) ter recebido o destaque na exposição anual desse mesmo ano. Alguns críticos especulam que talvez devido ao aumento do sucesso de Waterhouse ele tenha aumentado cada vez mais suas telas.

### Maturidade

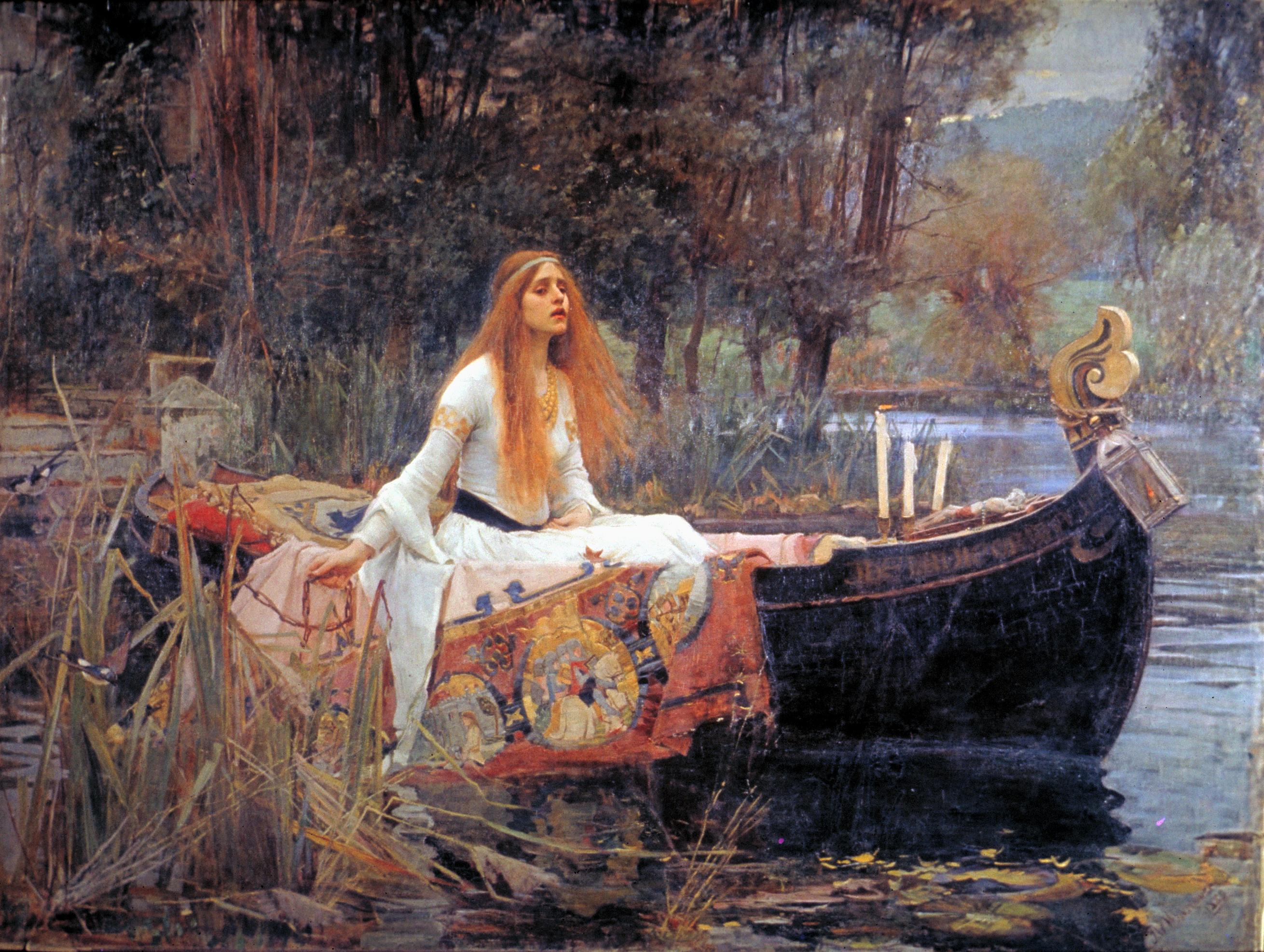
A Dama de Shalott (1888), um dos quadros mais conhecidos de Waterhouse e um de seus temas favoritos.

Em 1883 casou-se com Esther Kenworthy, filha de um professor do distrito de Ealing que expôs suas pinturas de flores na Academia Real e em outros lugares. Tiveram dois filhos, mas ambos morreram na infância. Em 1895 Watershouse foi considerado acadêmico integral e passou a dar aula na St John’s Wood Art School, entrou para o St John's Wood Arts Club e serviu no Concelho da Academia Real.
Um dos quadros mais famosos de Waterhouse é A Dama de Shalott, um estudo sobre Elaine de Astolat, que morre de pesar por Lancelot não amá-la. Ele pintou três versões desta personagem, em 1888, 1894 e 1916. Outro tema que era um dos favoritos de Waterhouse era Ofélia; sua pintura mais famosa sobre ela retrata-a pouco antes de sua morte, colocando flores no cabelo enquanto senta-se em um galho de árvore inclinado sobre um lago. Como em A Dama de Shalott e outras pinturas de Waterhouse, trata de uma mulher morrendo dentro ou perto da água. Também foi provavelmente inspirado pelas pinturas de Ofélia por Dante Gabriel Rossetti e John Everett Millais. Entregou sua pintura de Ofélia de 1888 para receber seu diploma da Academia Real. (Quis primeiro entregar um quadro chamado de Uma sereia, mas não foi finalizado a tempo.) Depois disso, o paradeiro do quadro ficou desconhecido até o século XX, e agora é pode ser visto na coleção do compositor Sir Andrew Lloyd Webber. Waterhouse pintou Ofélia também em 1894 e 1909 ou 1910, e planejou outro quadro chamado Ofélia no adro.
Em 1915 Waterhouse estava gravemente doente com um câncer e não pôde concluir sua última pintura sobre Ofélia. Morreu dois anos mais tarde, em 1917, e foi sepultado no Cemitério de Kensal Green.

## Galeria
Ao todo, Waterhouse pintou 118 quadros.

### Década de 1870

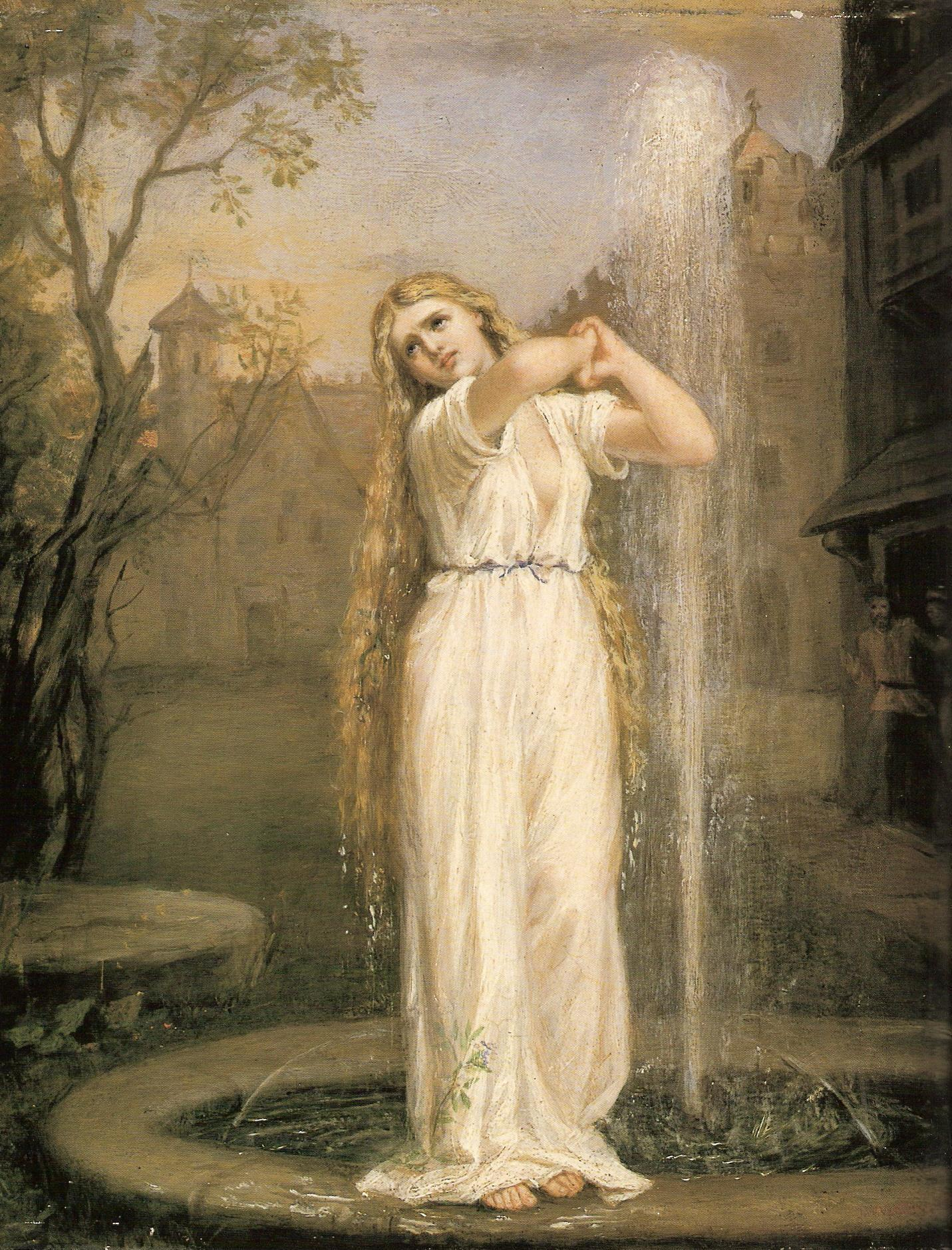
Ondina (1872)
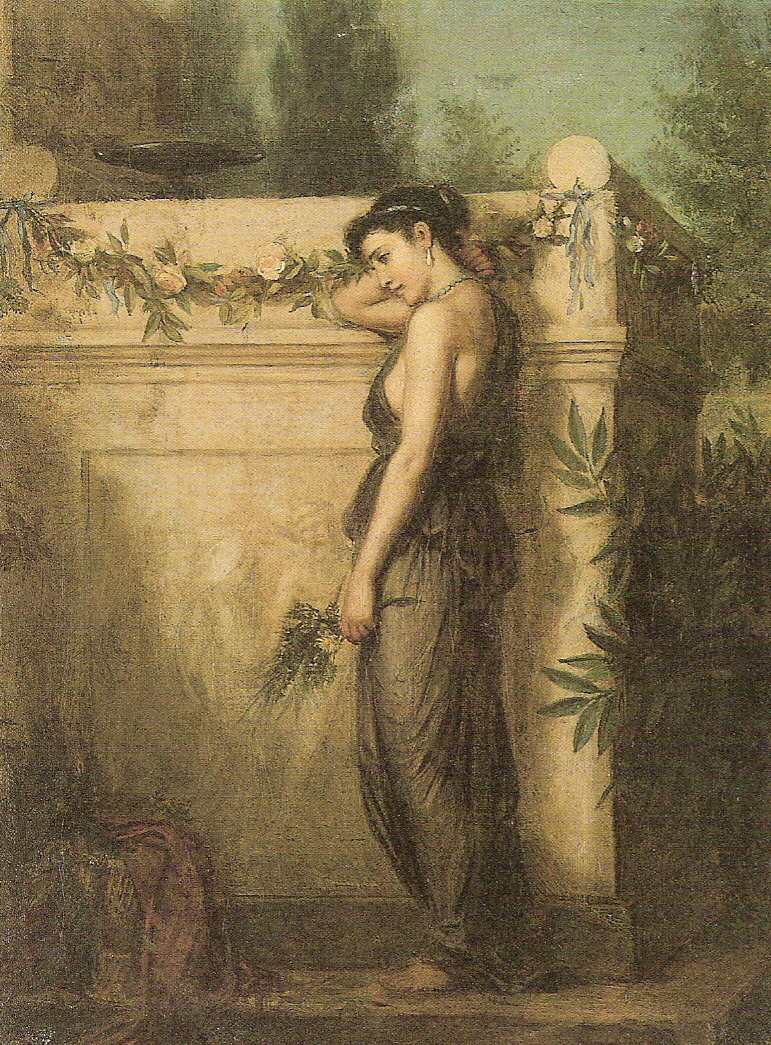
Desaparecido, mas não esquecido (1873)
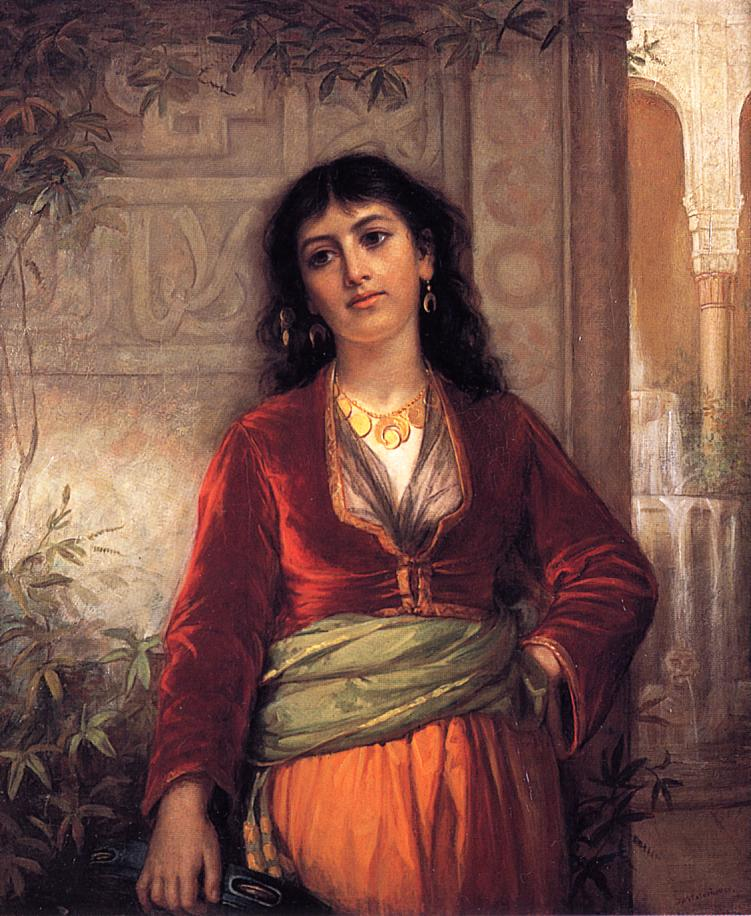
A companhia inconveniente: Uma cena de rua em Cairo (1873)
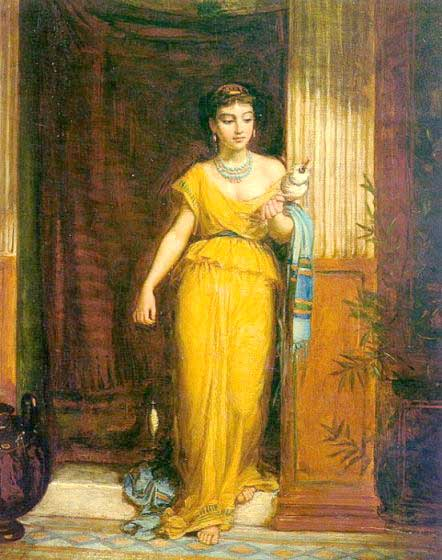
La Fileuse (1874)
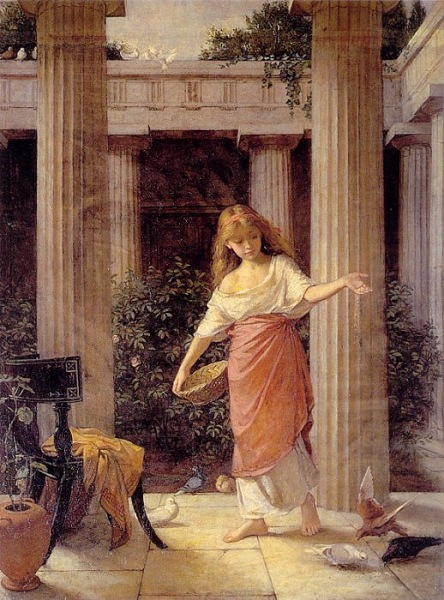
No peristilo (1874)
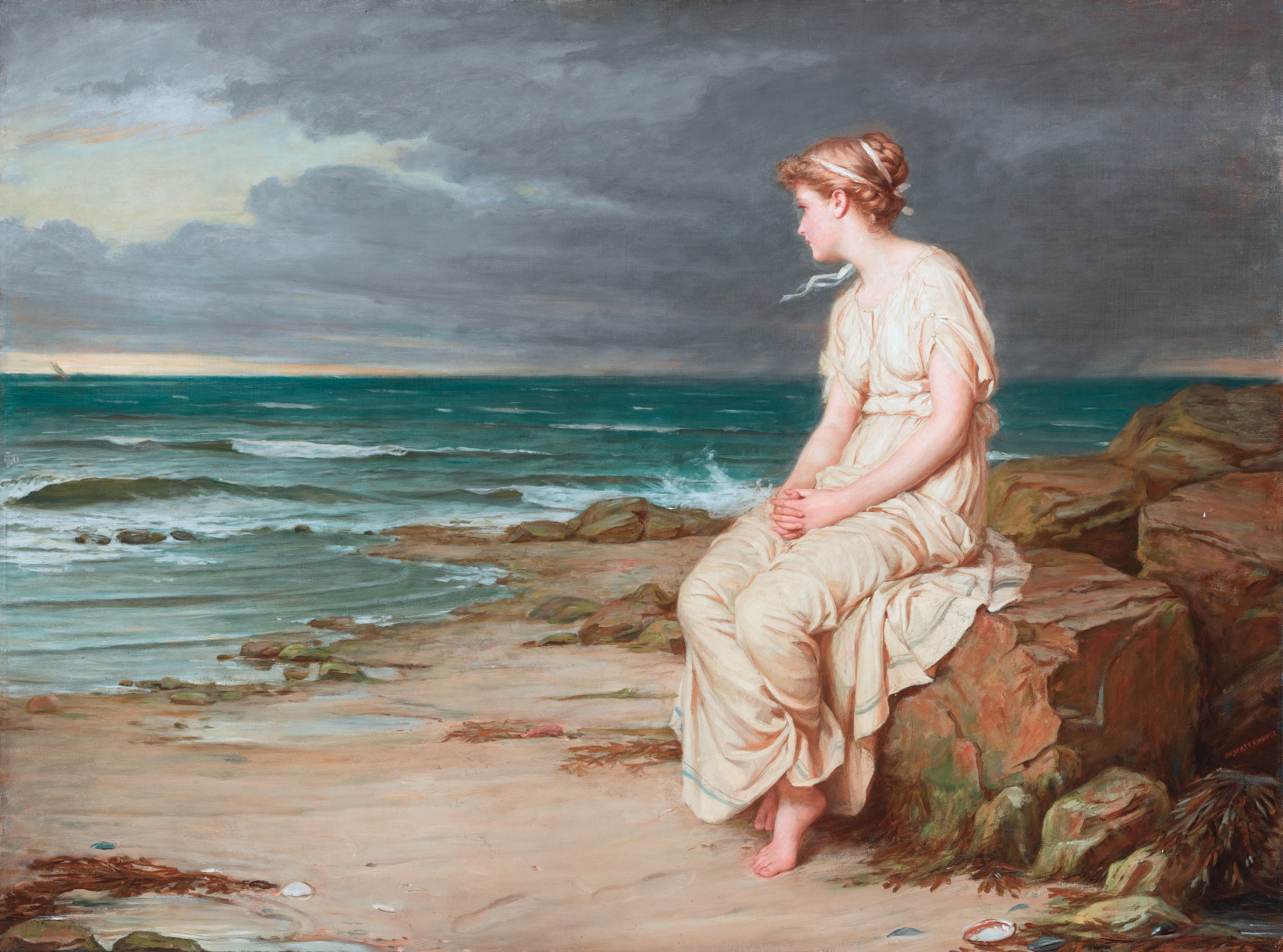
Miranda (1875)
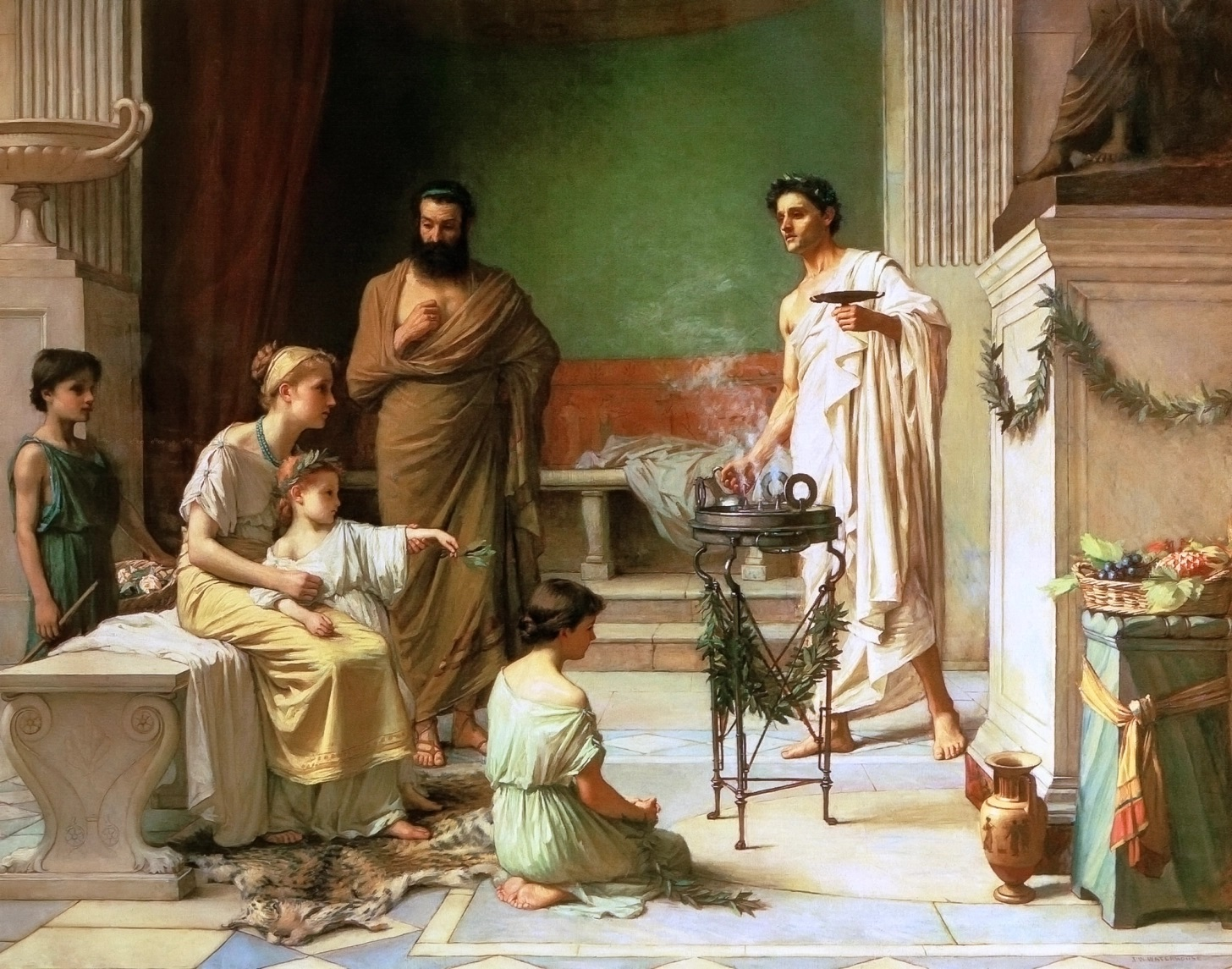
Uma criança doente levada ao templo de Esculápio (1877)
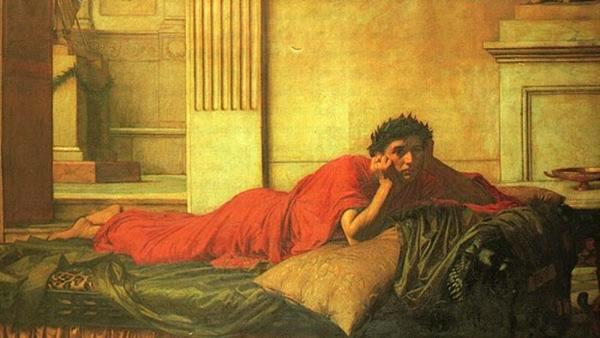
O remorso do imperador Nero após o assassinato de sua mãe (1878)

### Década de 1880

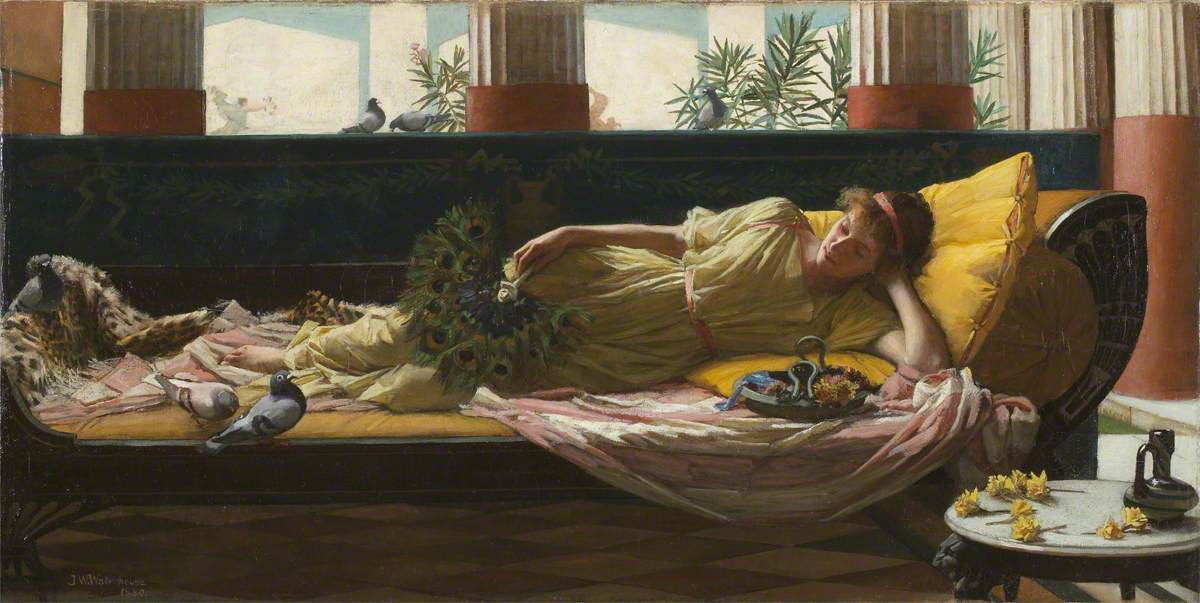
Dolce far Niente (1880)
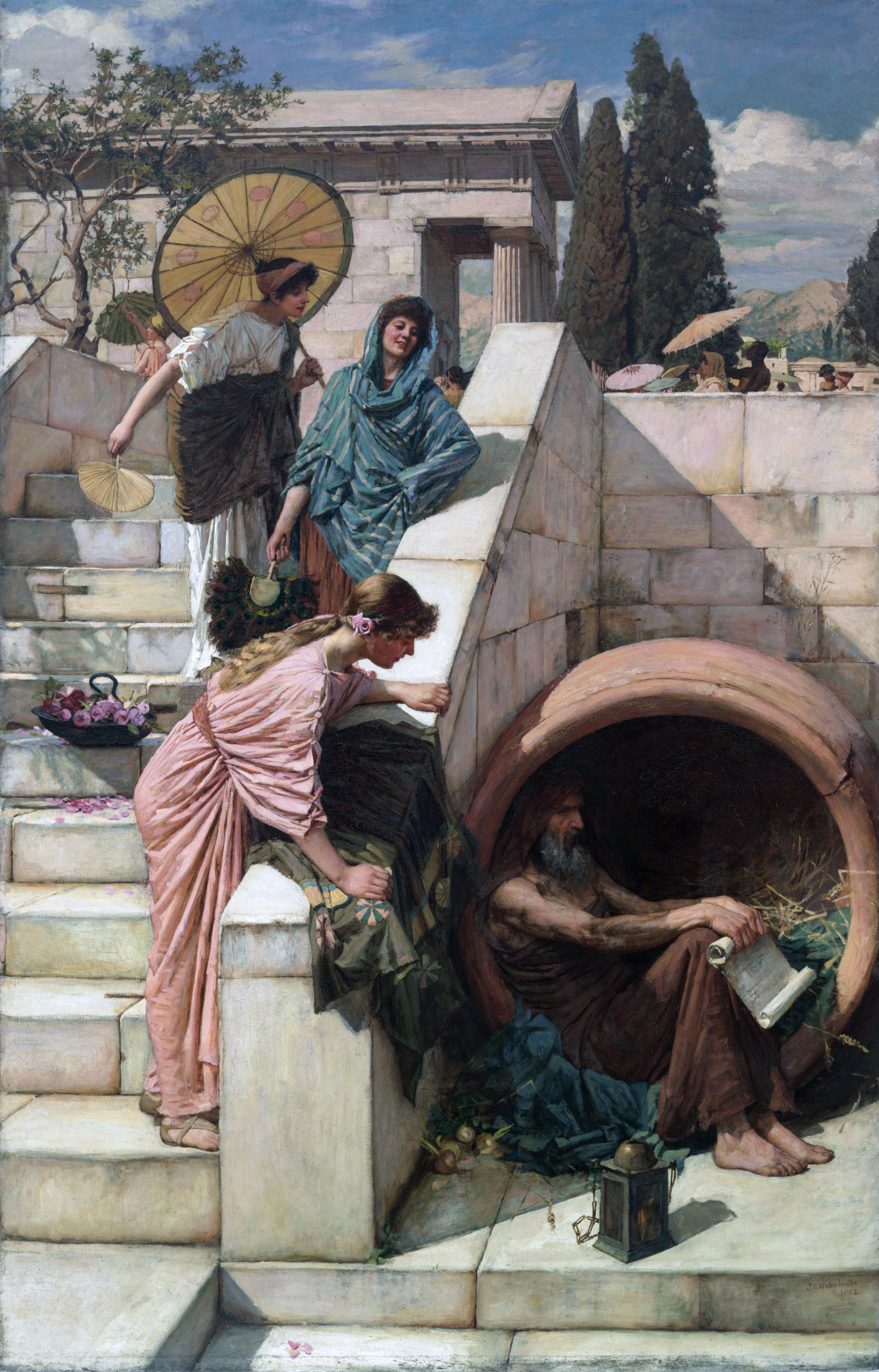
Diógenes (1882)
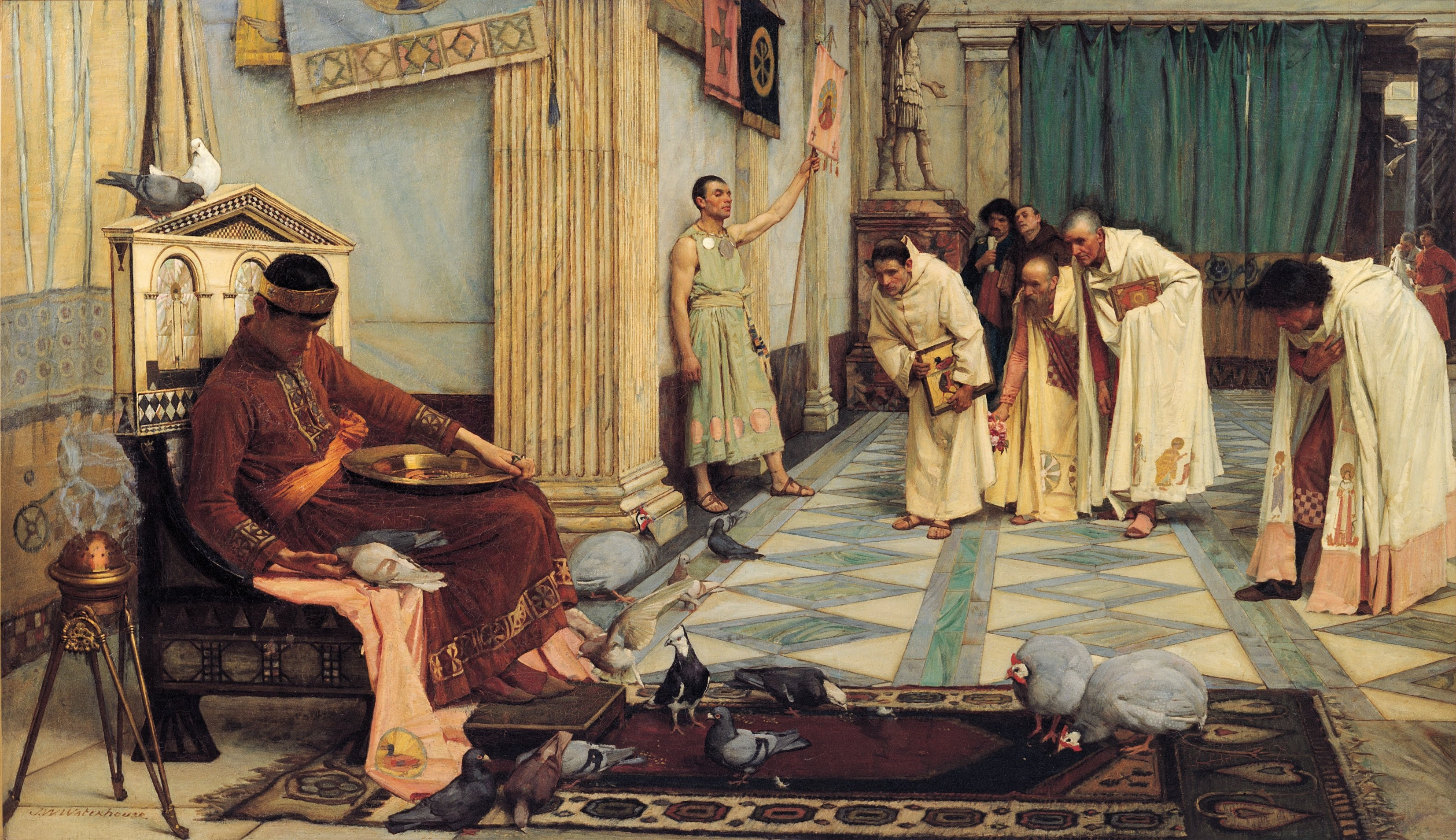
Os favoritos do imperador Honório (1883)
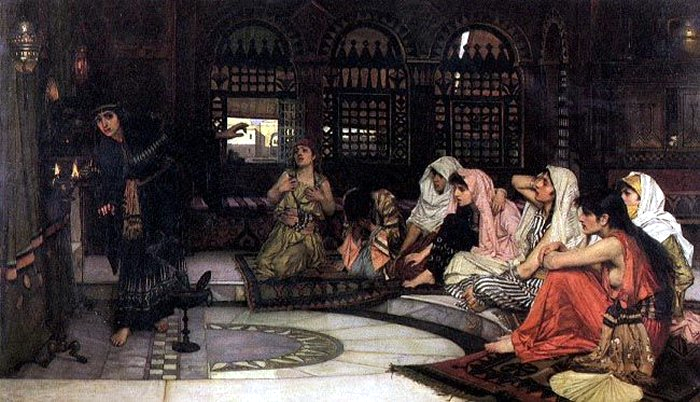
Consultando o Oráculo (1884)
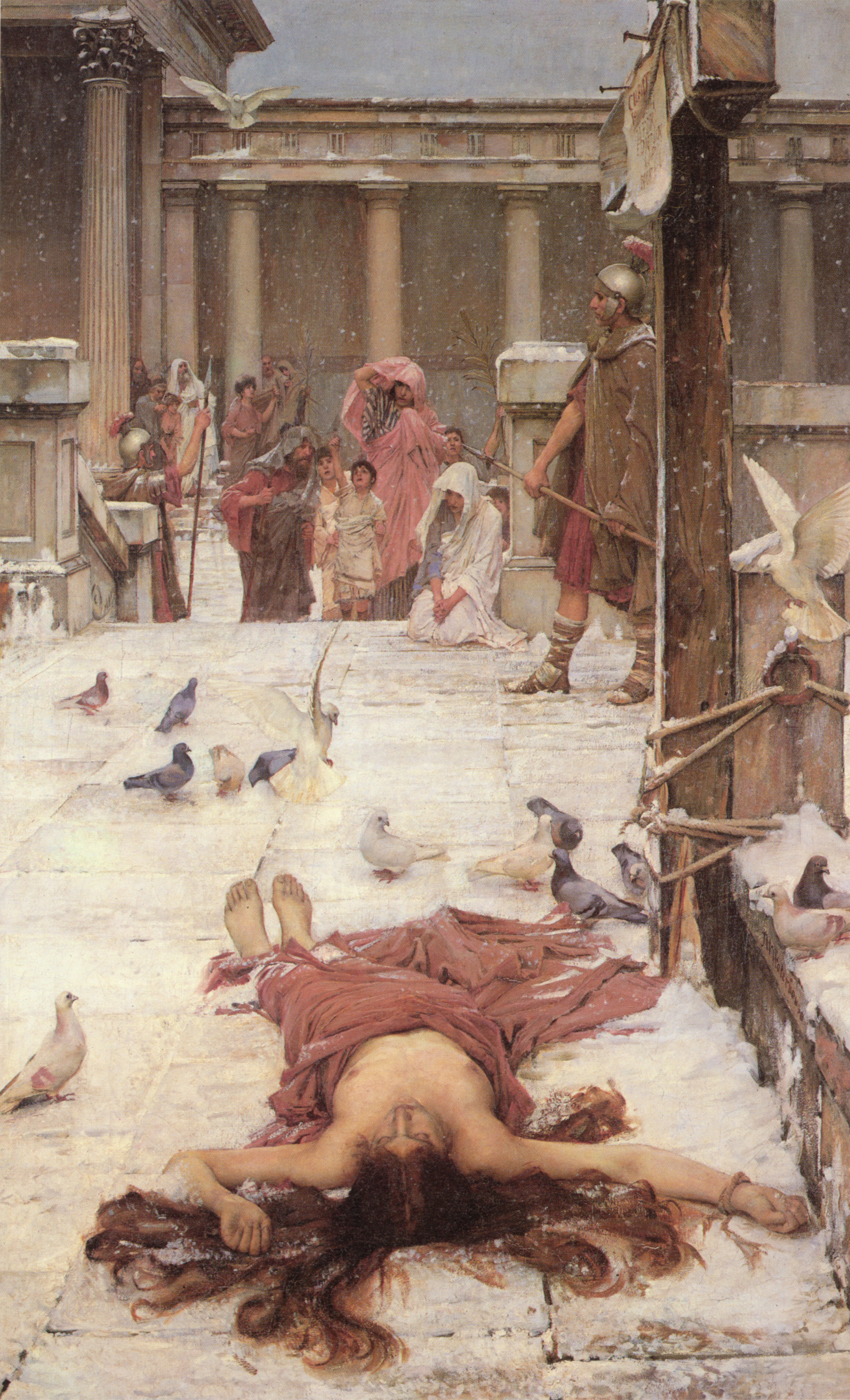
Santa Eulália (1885)
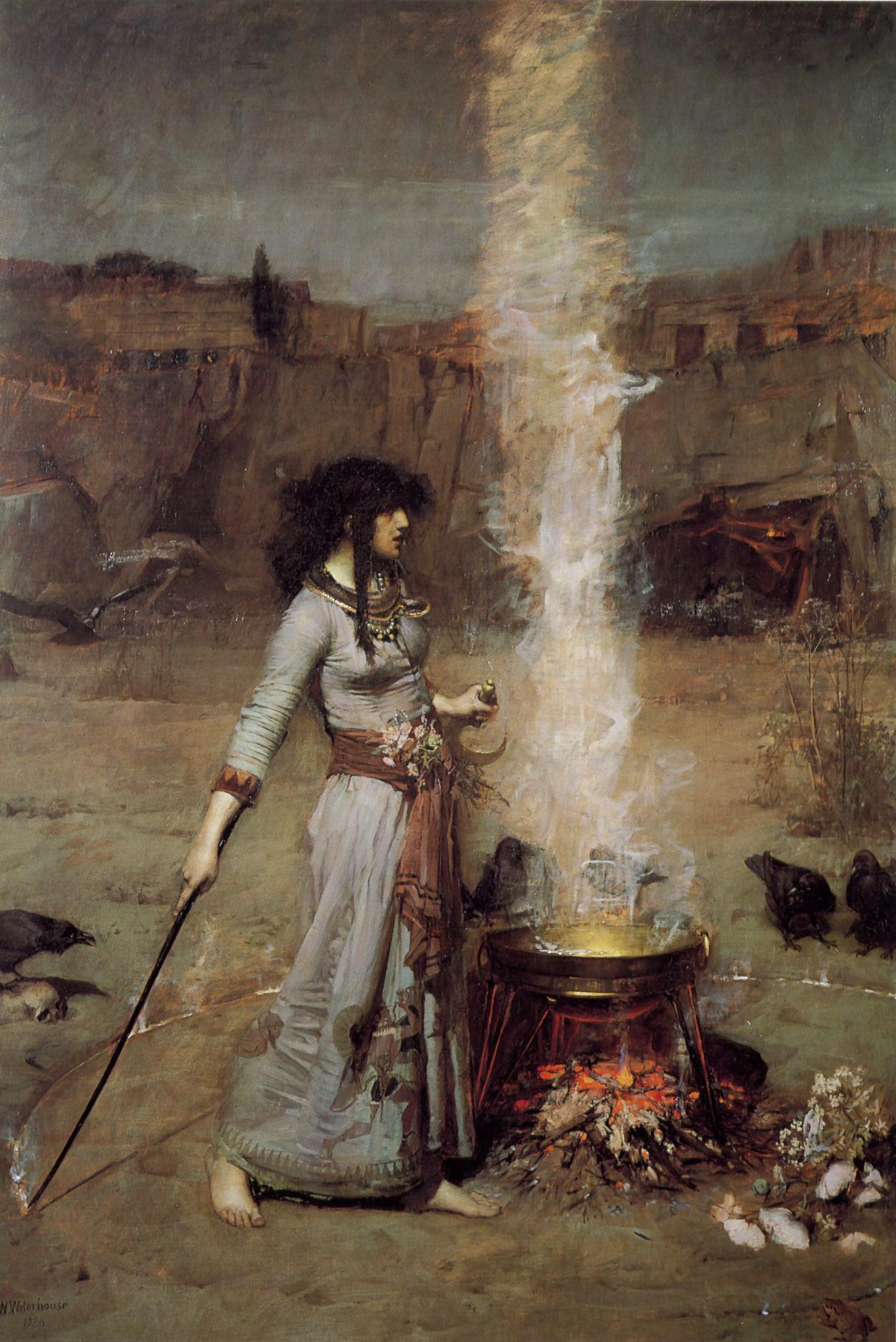
O círculo mágico (1886)
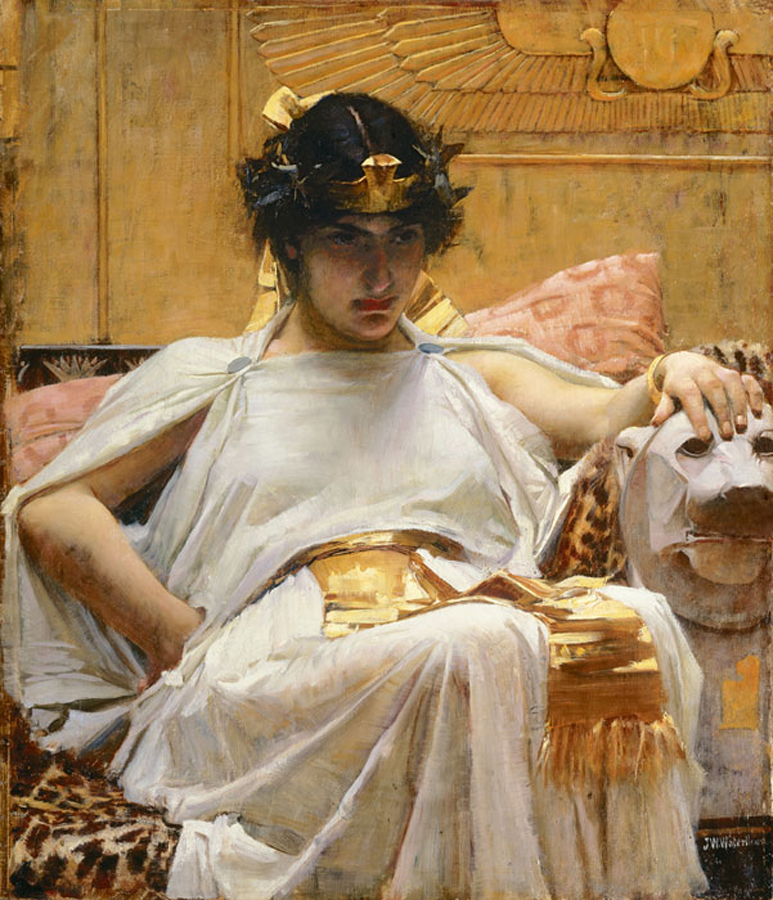
Cleópatra (1888)
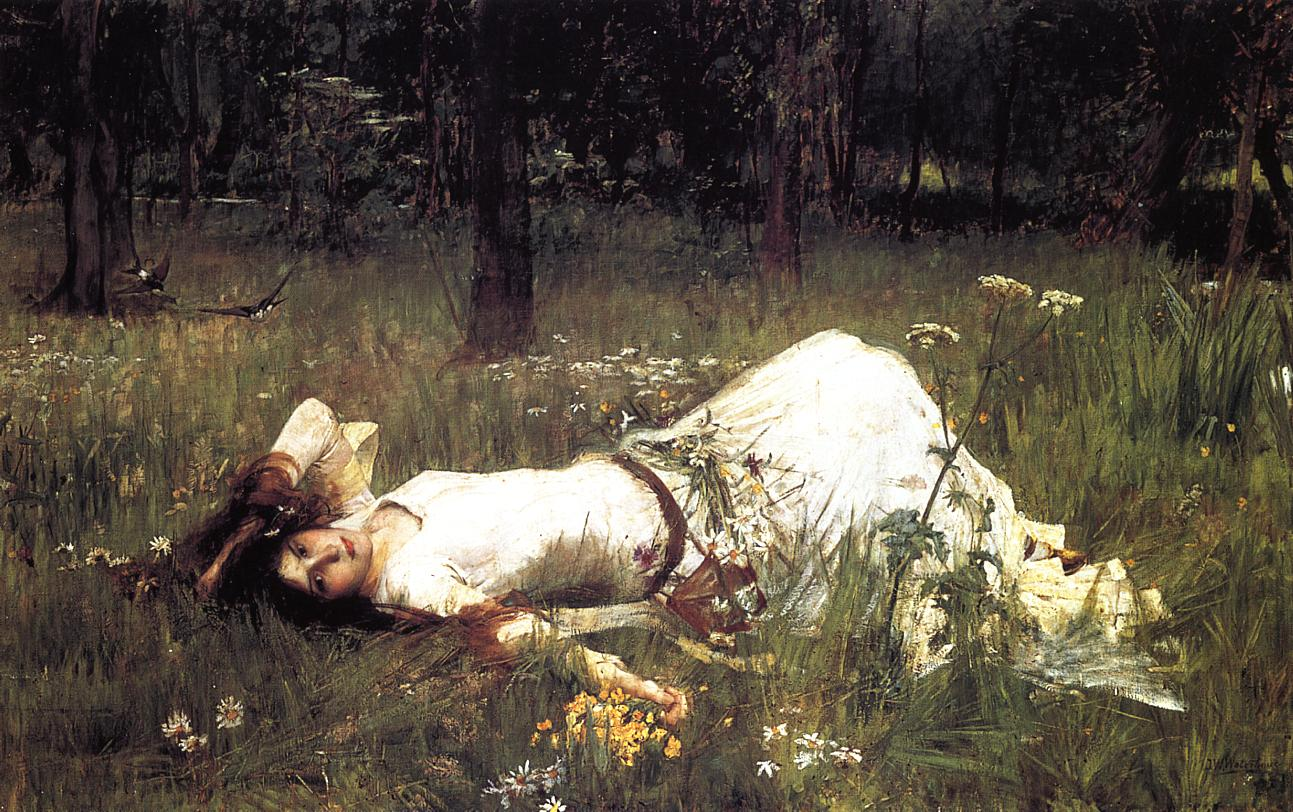
Ofélia (1889)

### Década de 1890

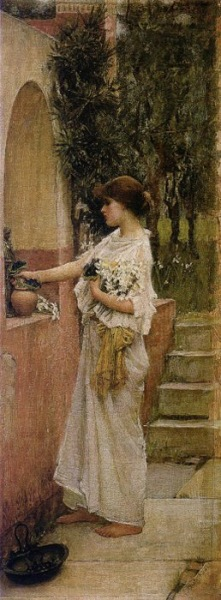
Uma oferta romana (1890)
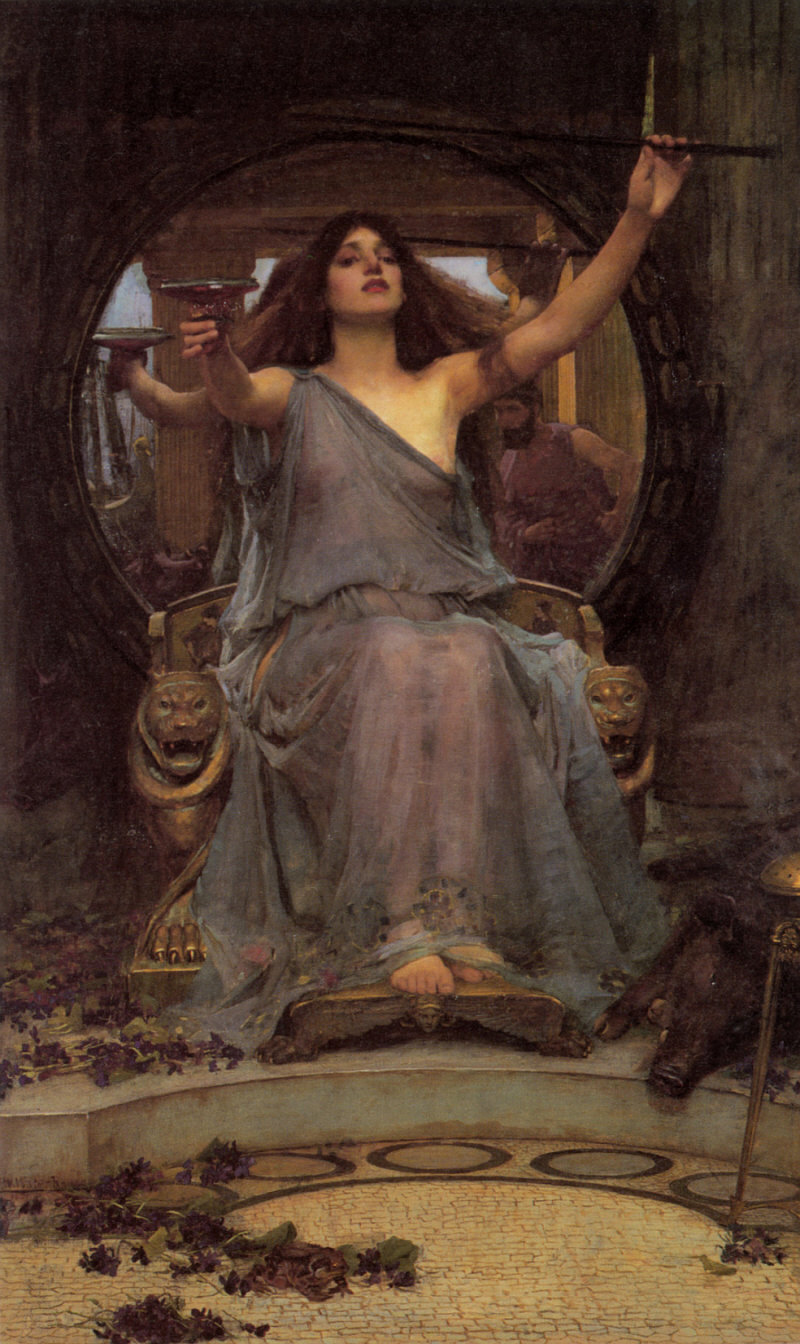
Circe oferecendo o cálice para Ulisses (1891)
Ulisses e as sereias (1891)
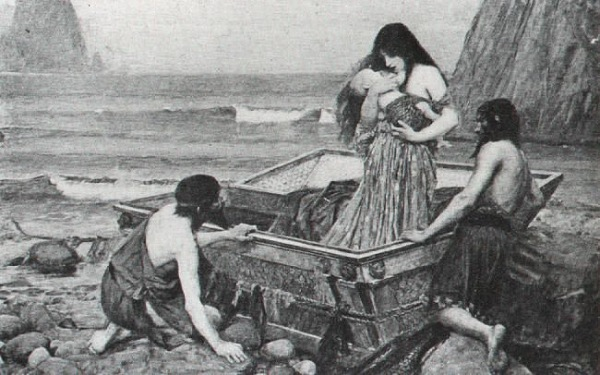
Danaë (1892)
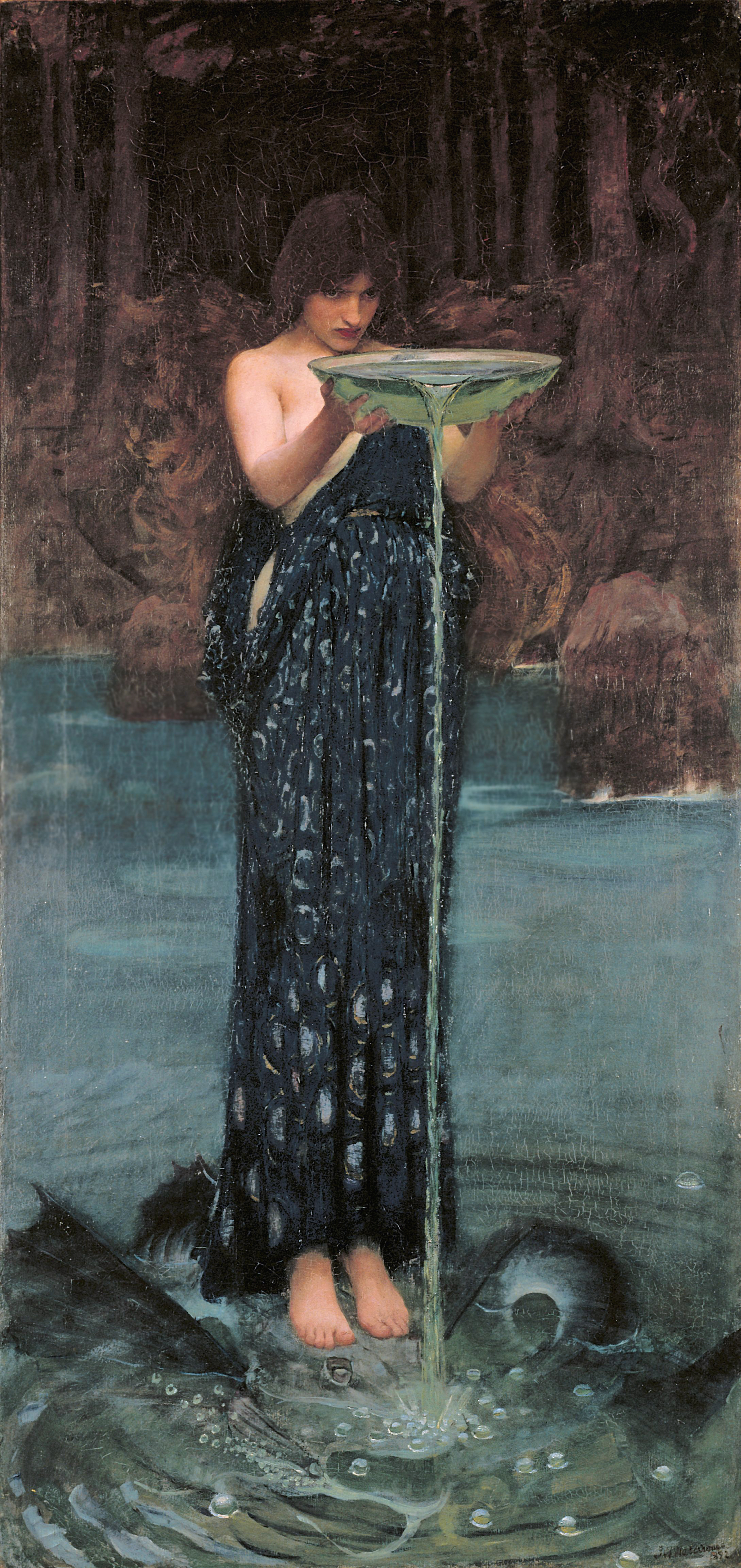
Circe Invidiosa (1892)
Uma Náiade ou Hilas com uma ninfa (1893)
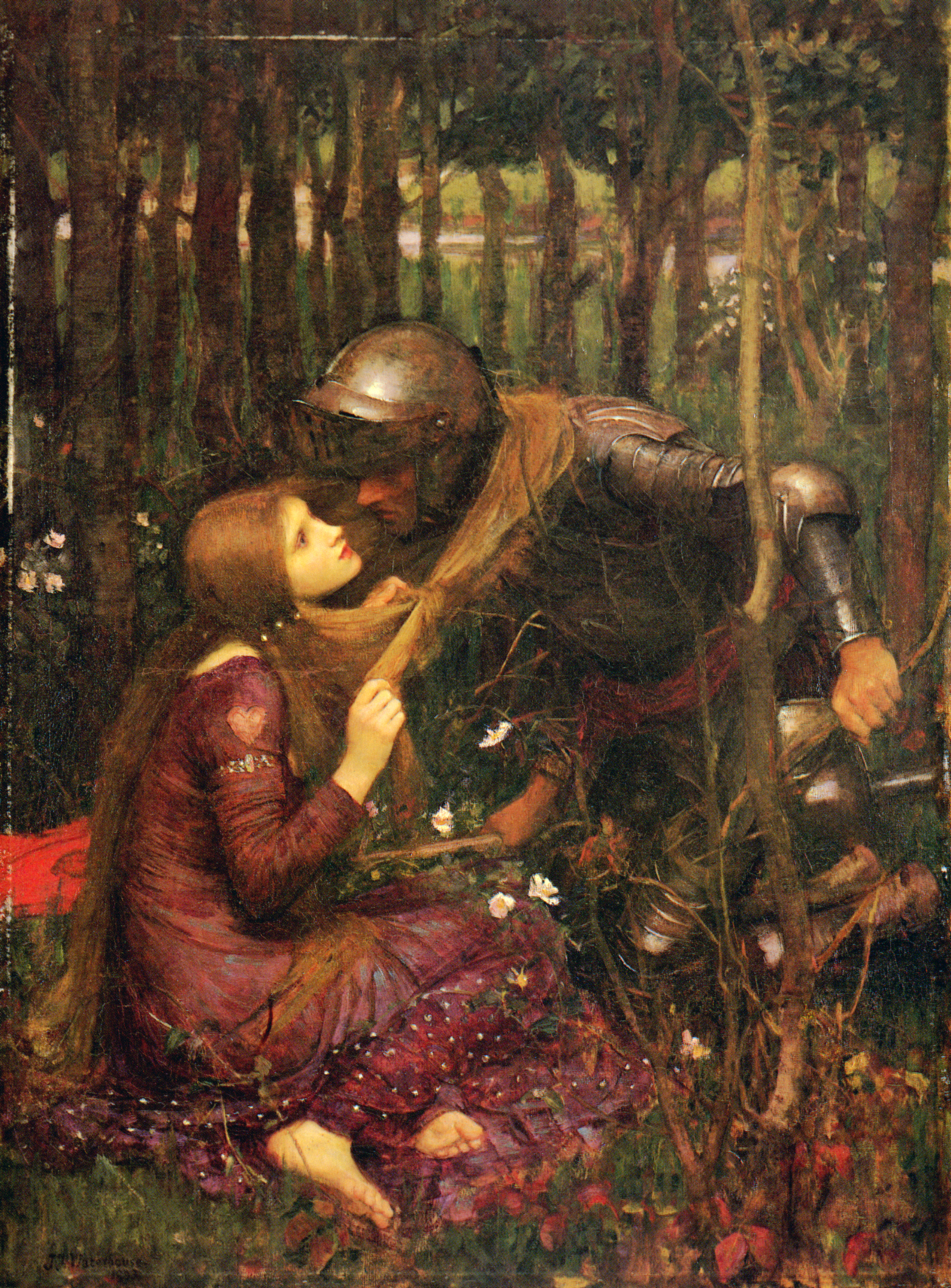
La Belle Dame sans Merci (1893)
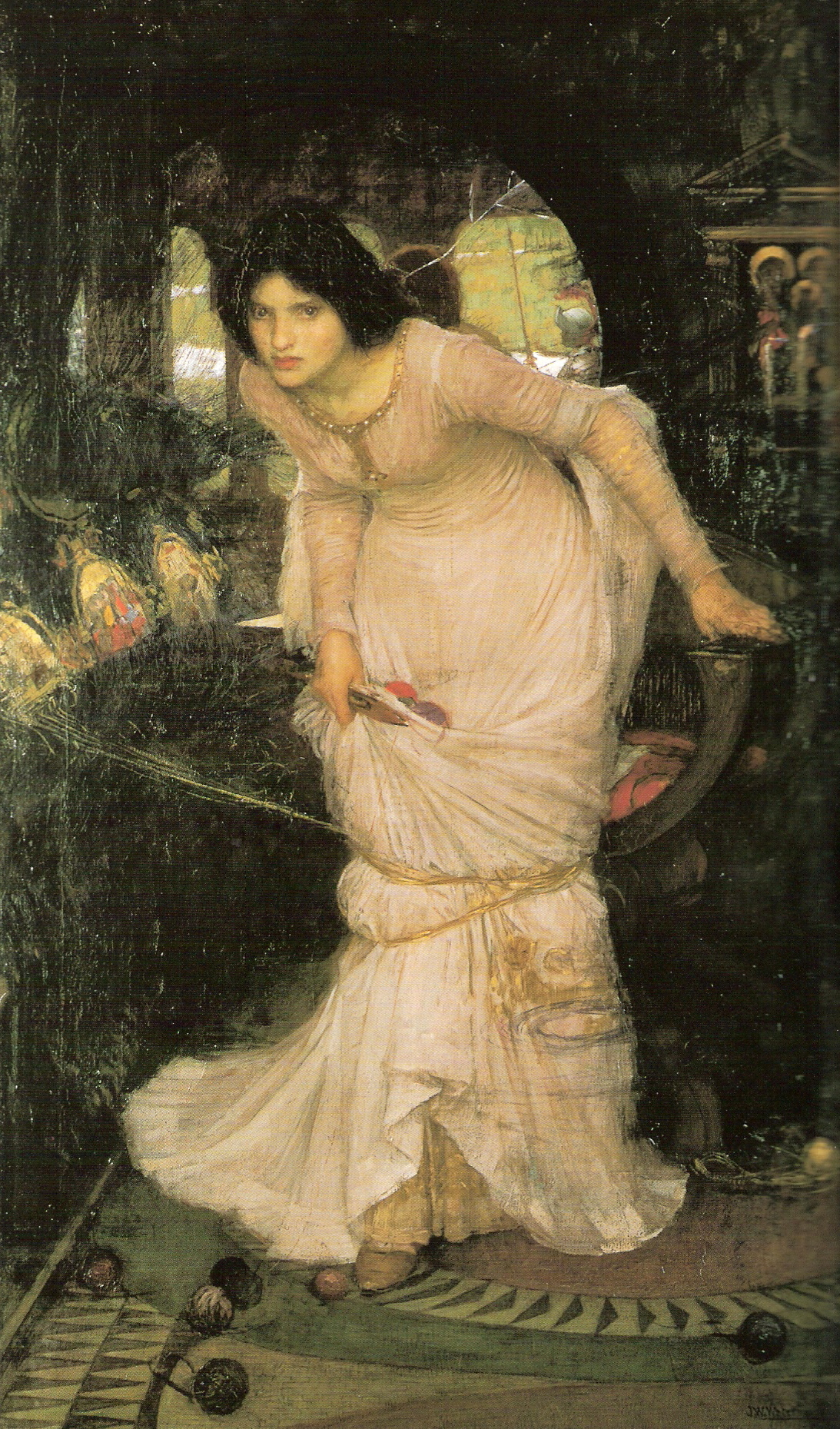
A Dama de Shallot observando Lancelote (1894)
Ofélia (1894)
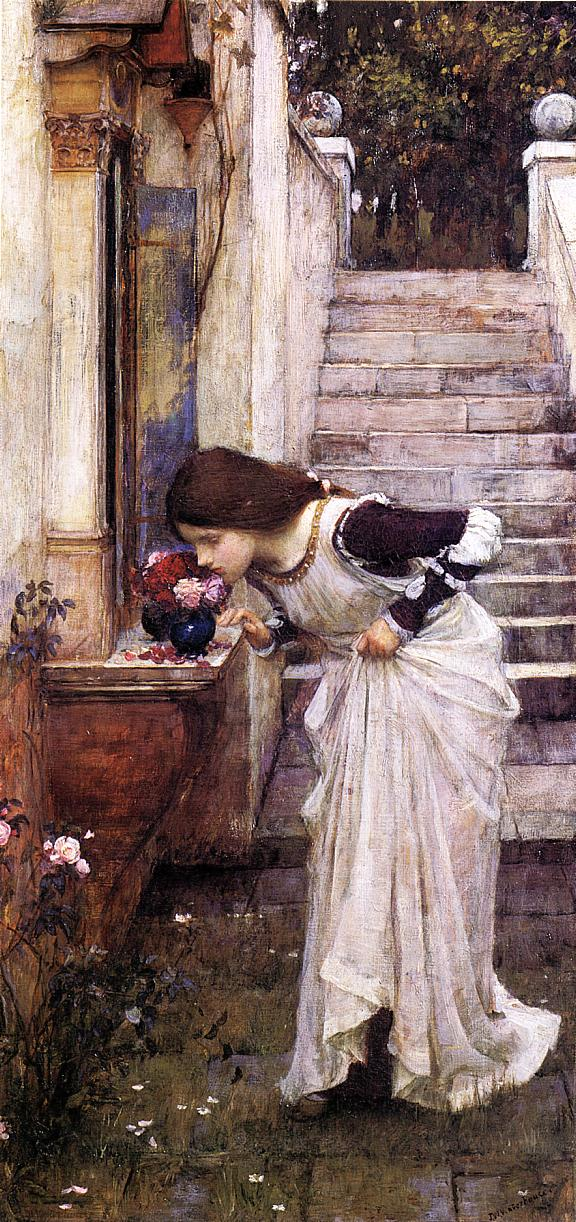
O santuário (1895)
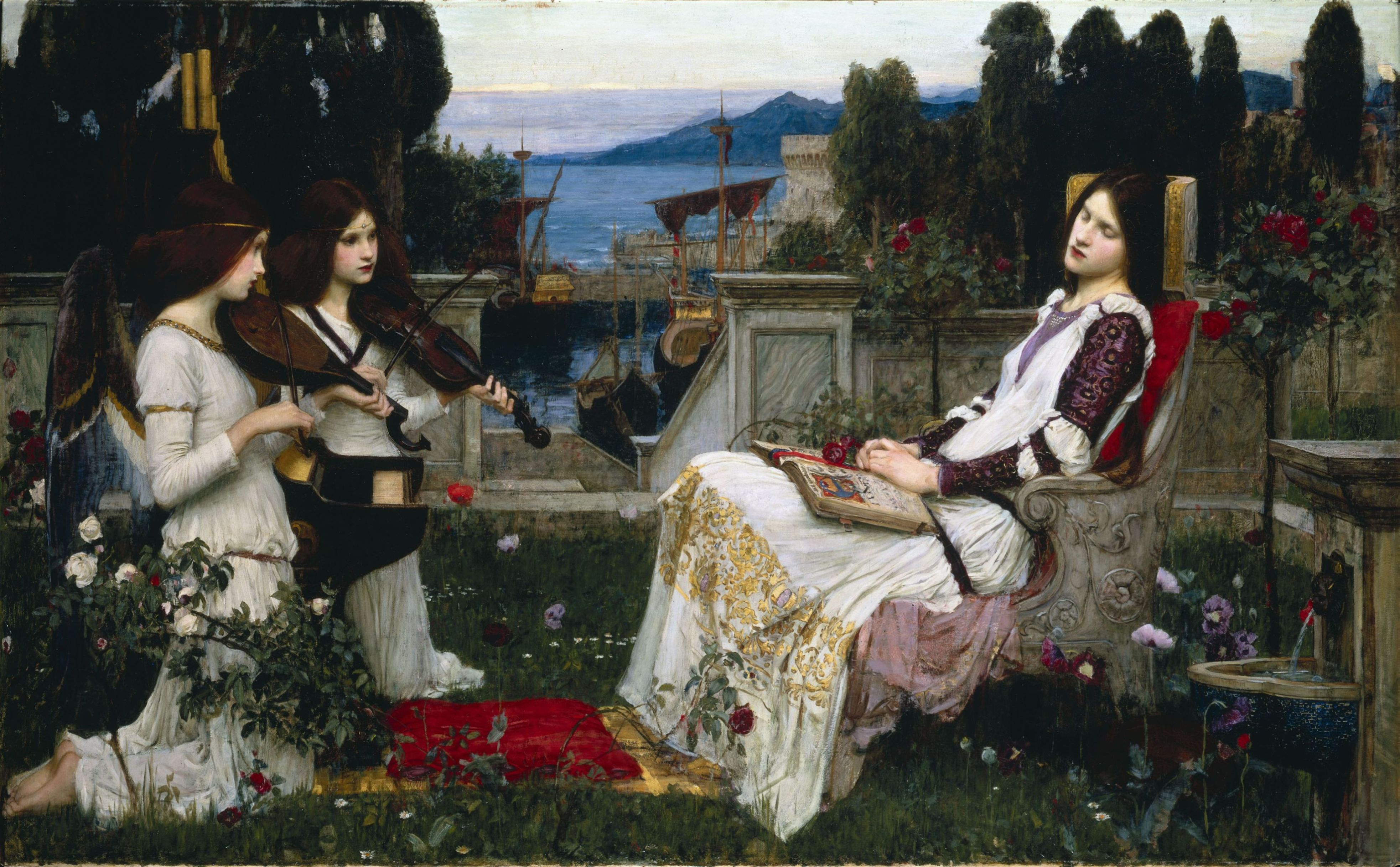
Santa Cecília (1895)
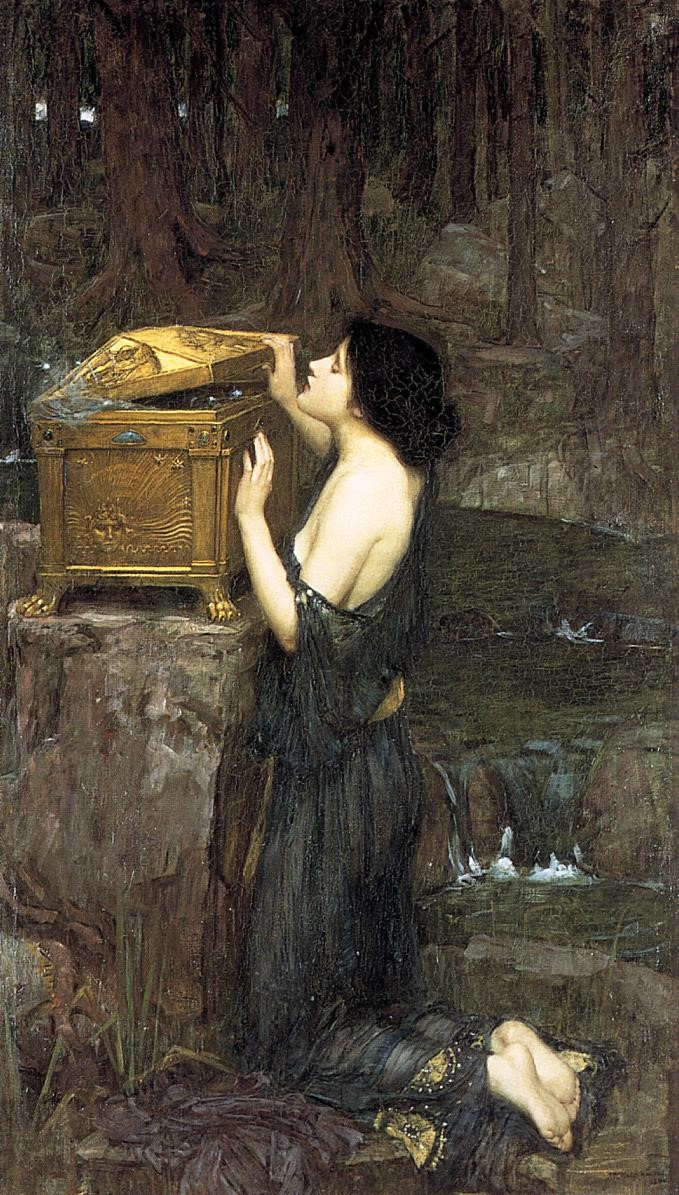
Pandora (1896)
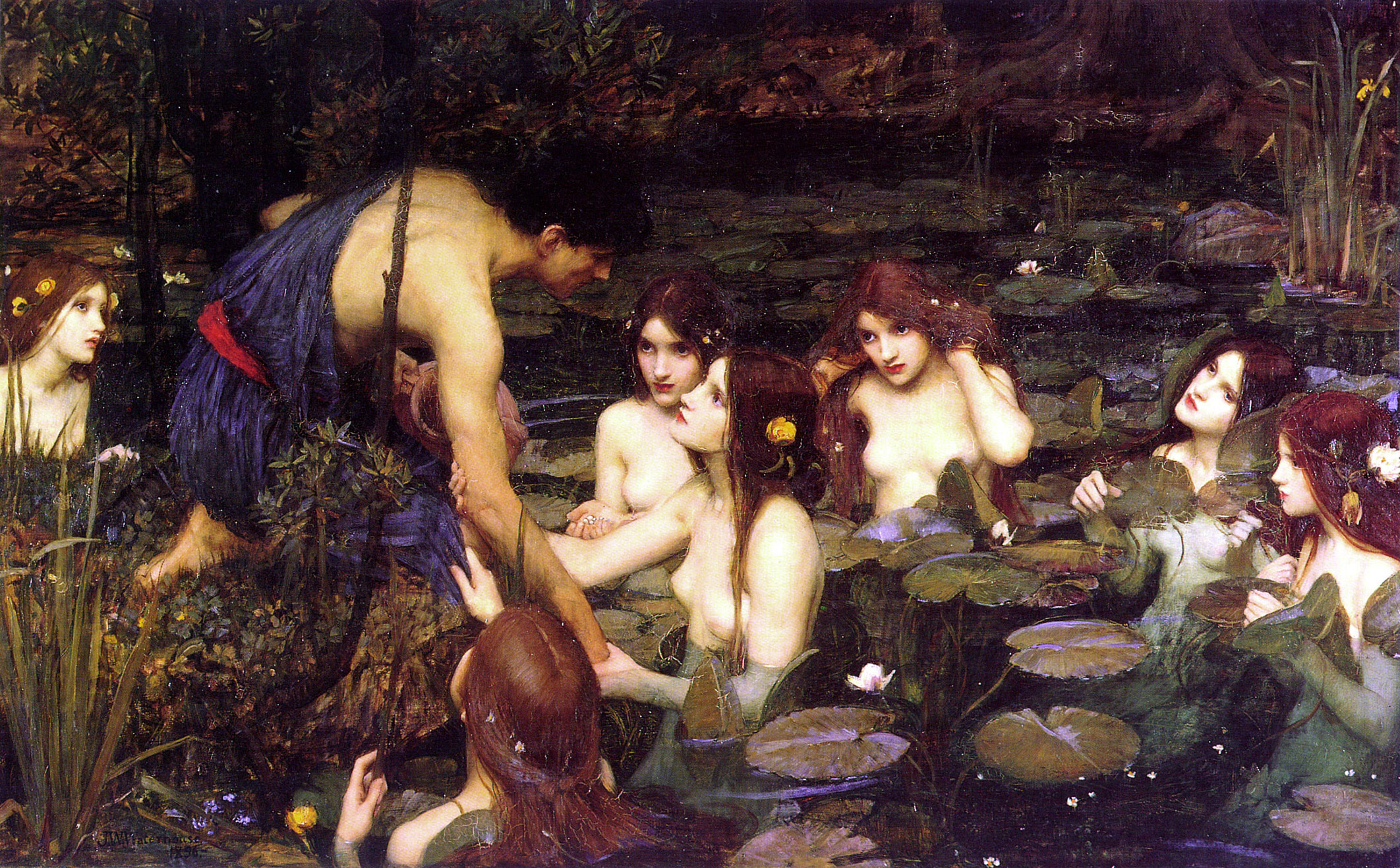
Hilas e as ninfas (1896)
Julieta (1898)

### Década de 1900

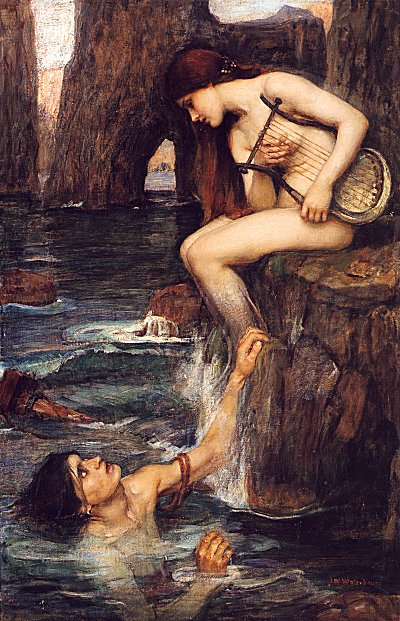
A sirene (cerca de 1900)
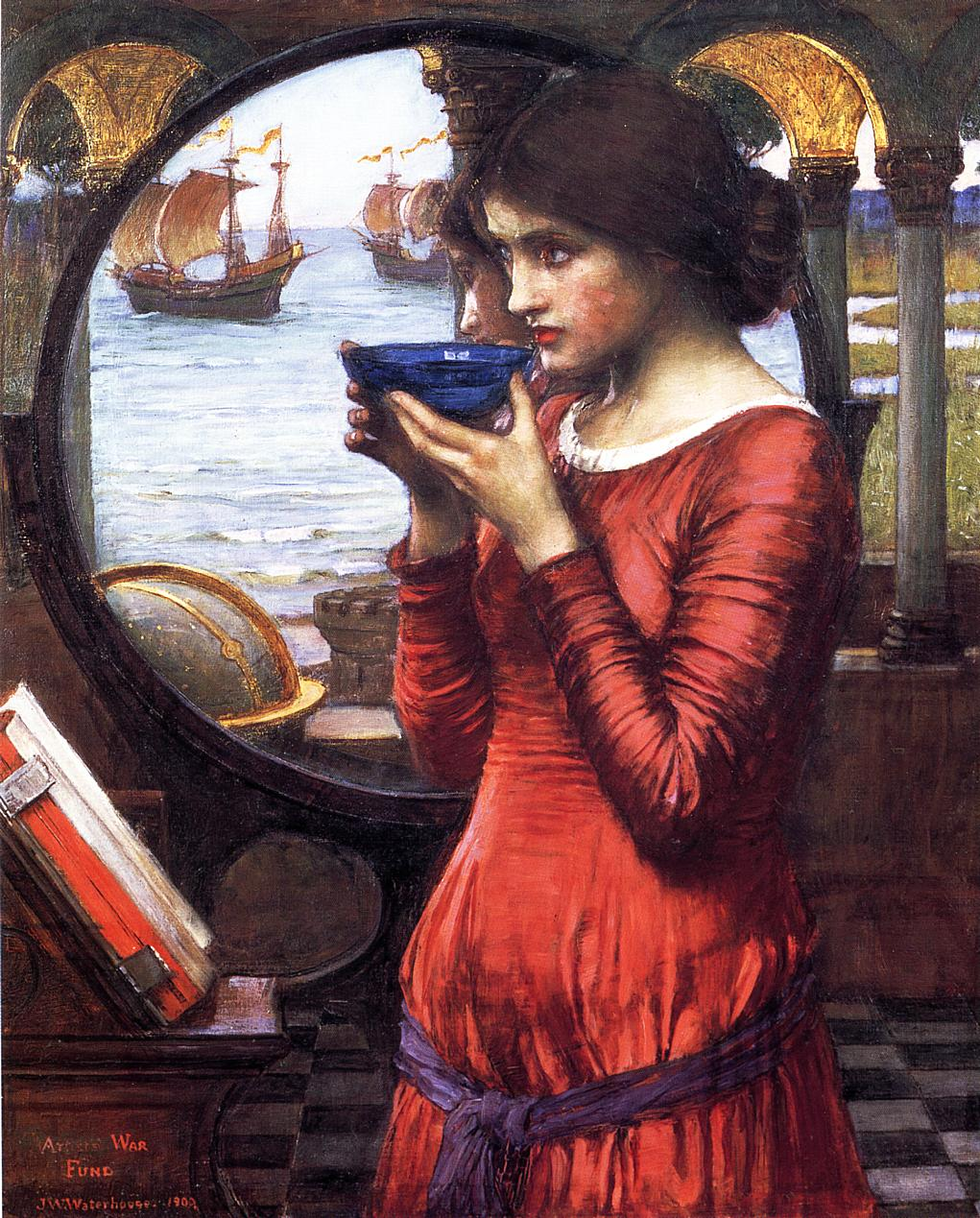
Destino (1900)
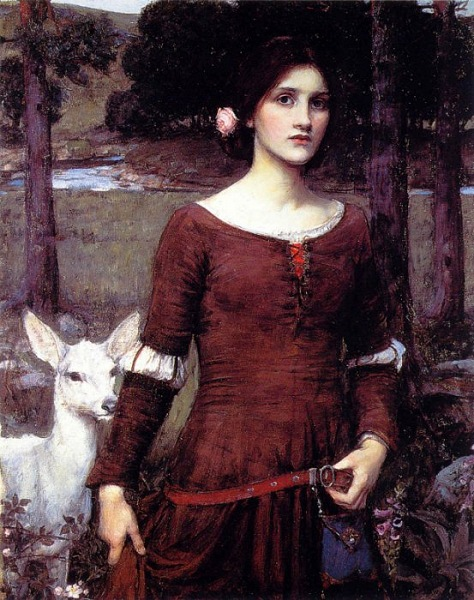
A Dama Clare (1900)
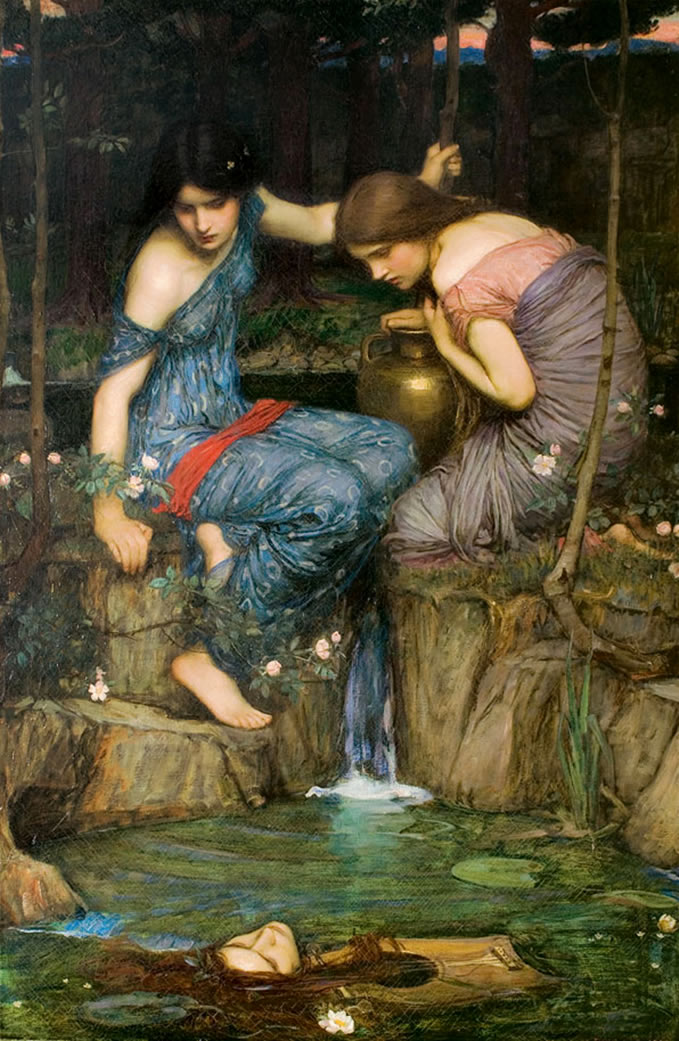
Ninfas encontrando a cabeça de Orfeu (1900)
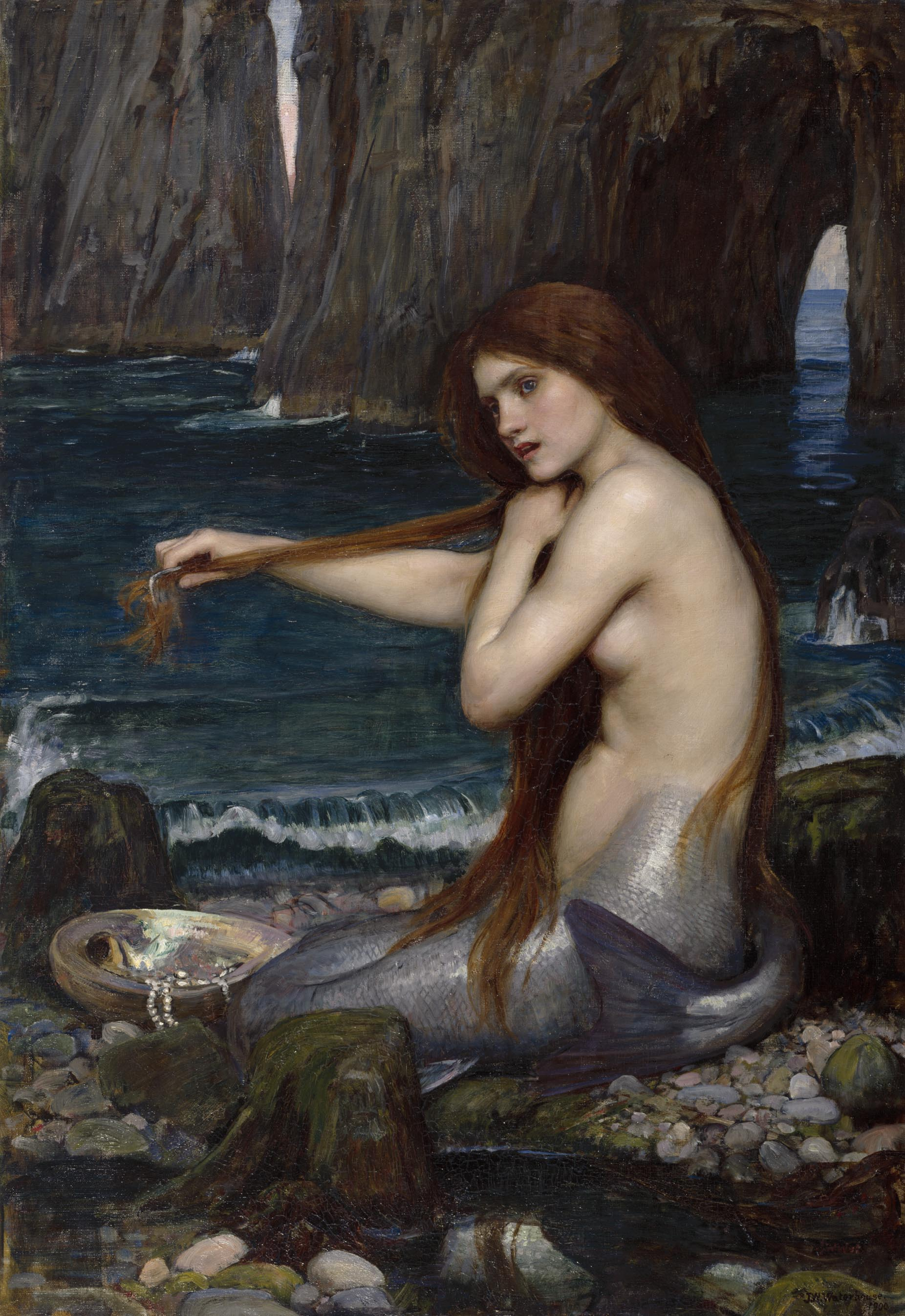
A sereia (1901)
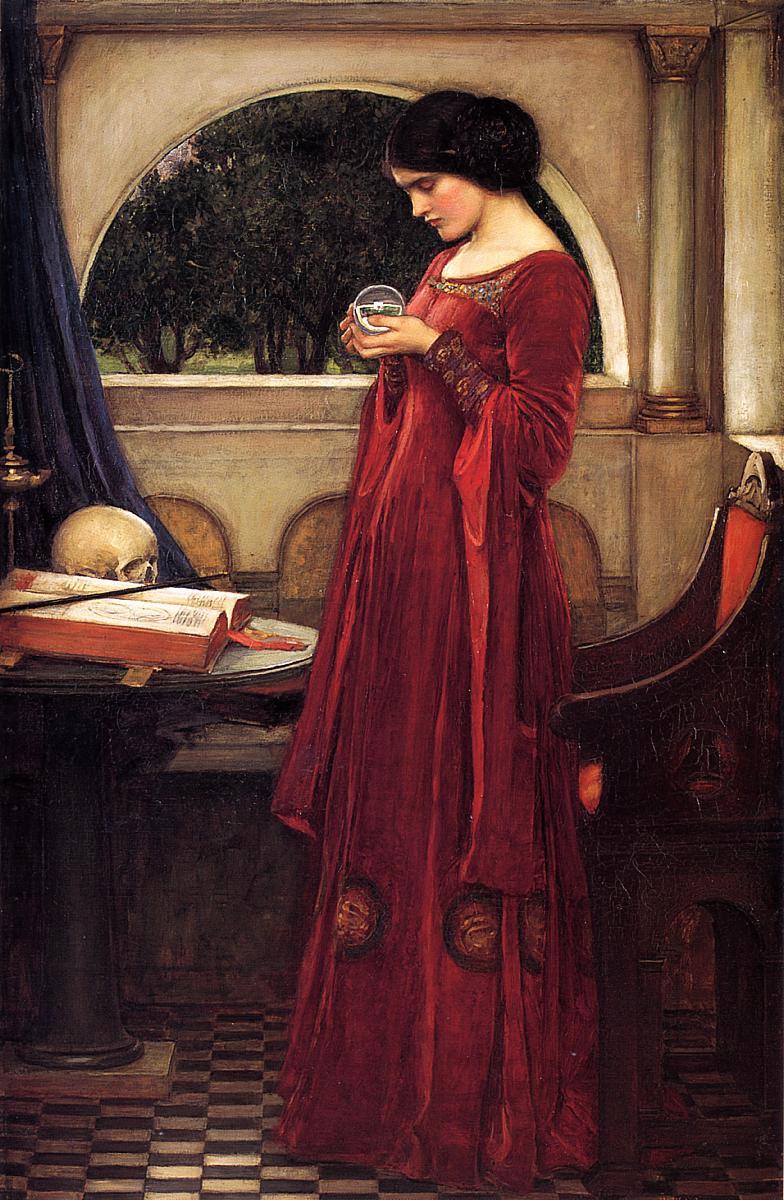
A bola de cristal (1902)
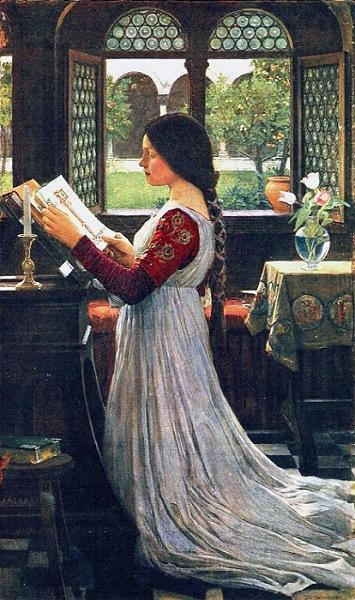
O missal (1902)
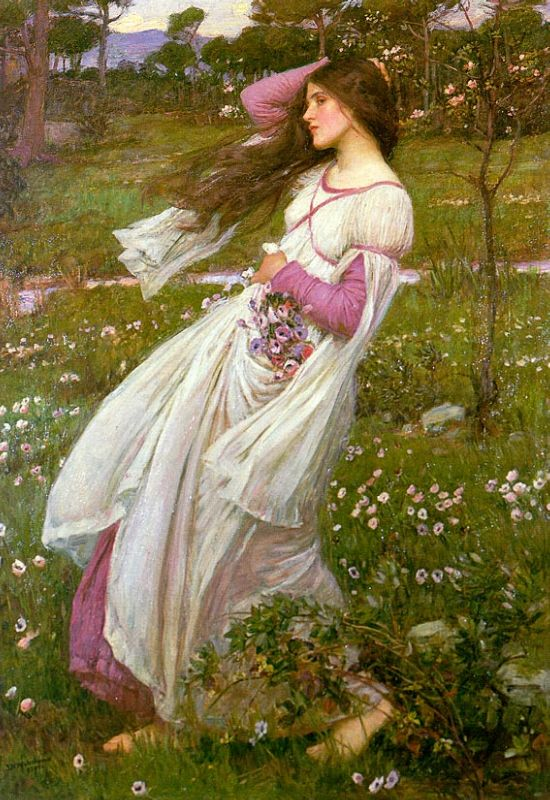
Windflowers (1902)
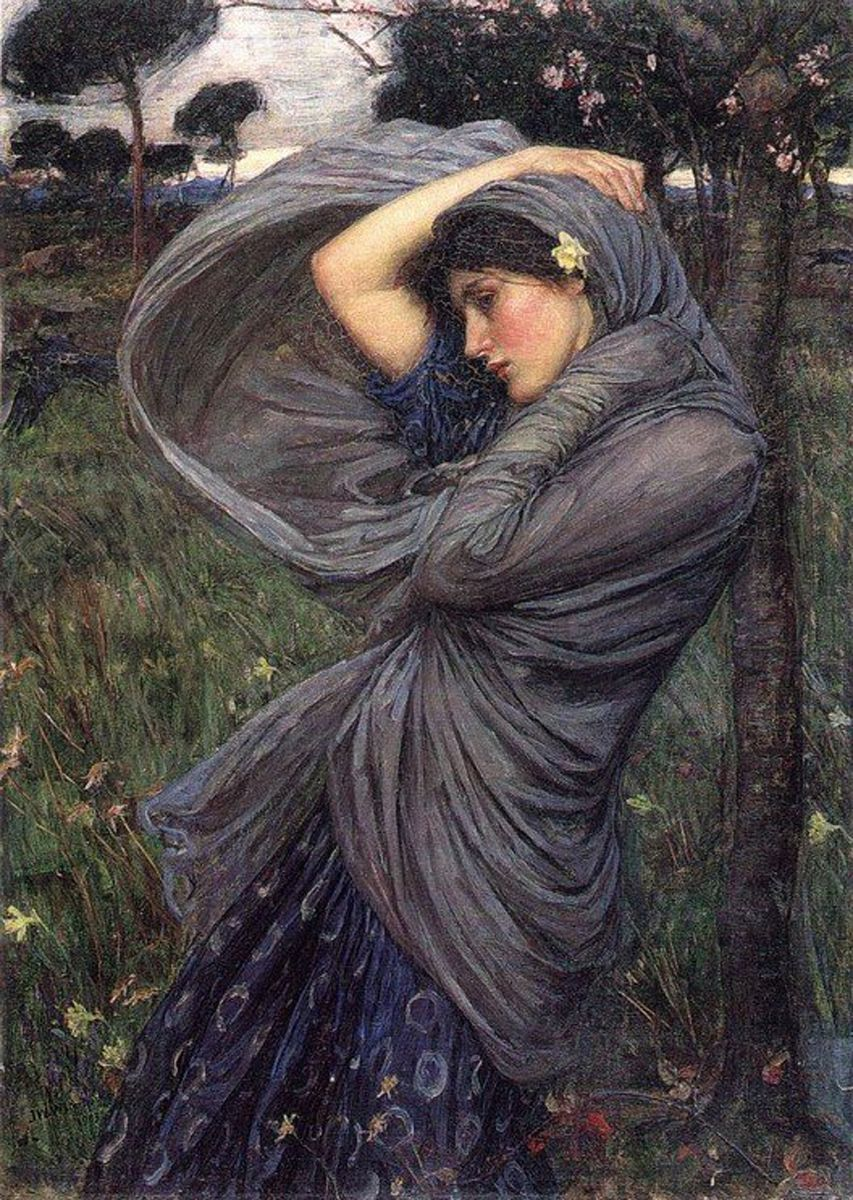
Bóreas (1903)
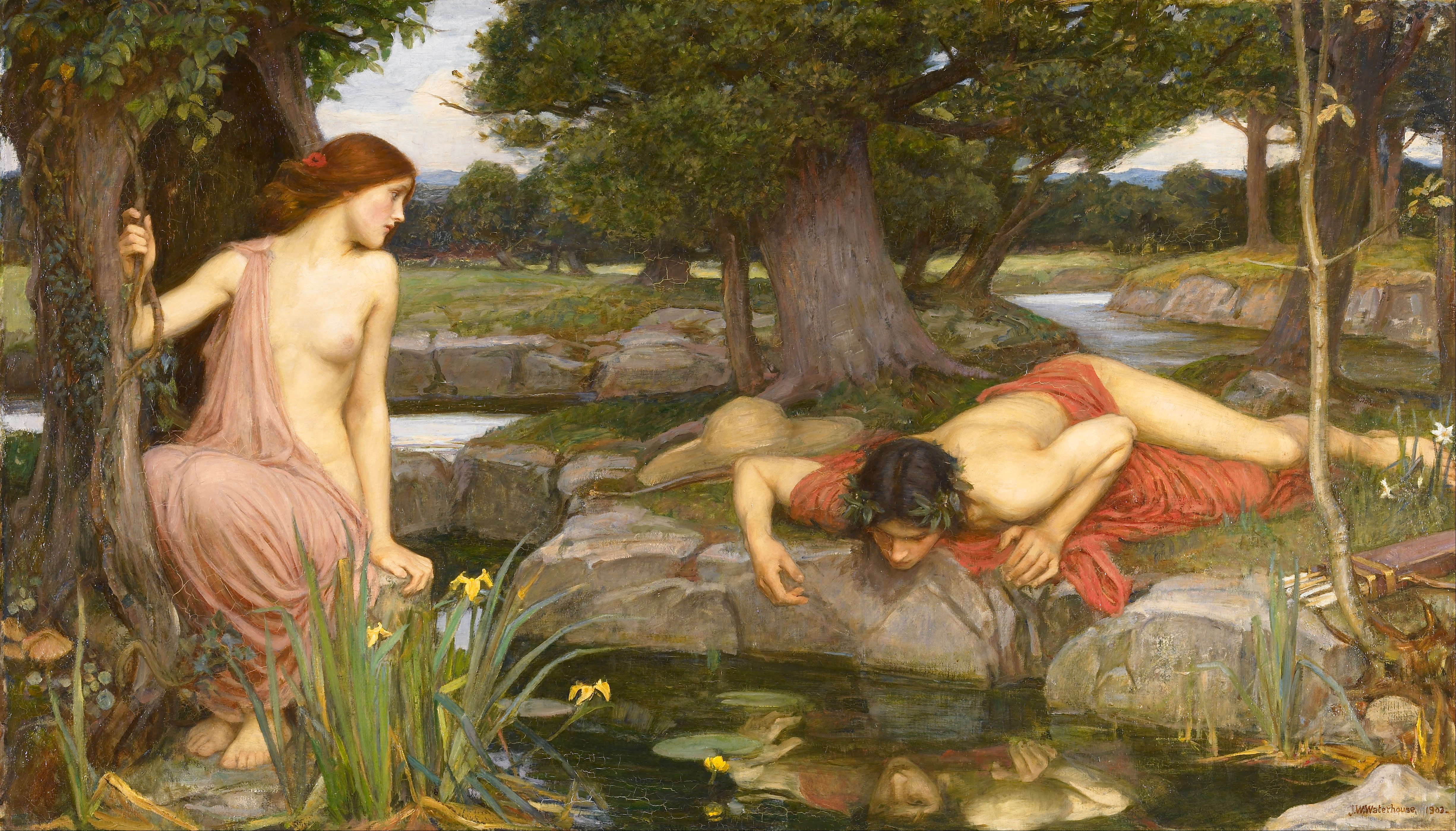
Eco e Narciso (1903)
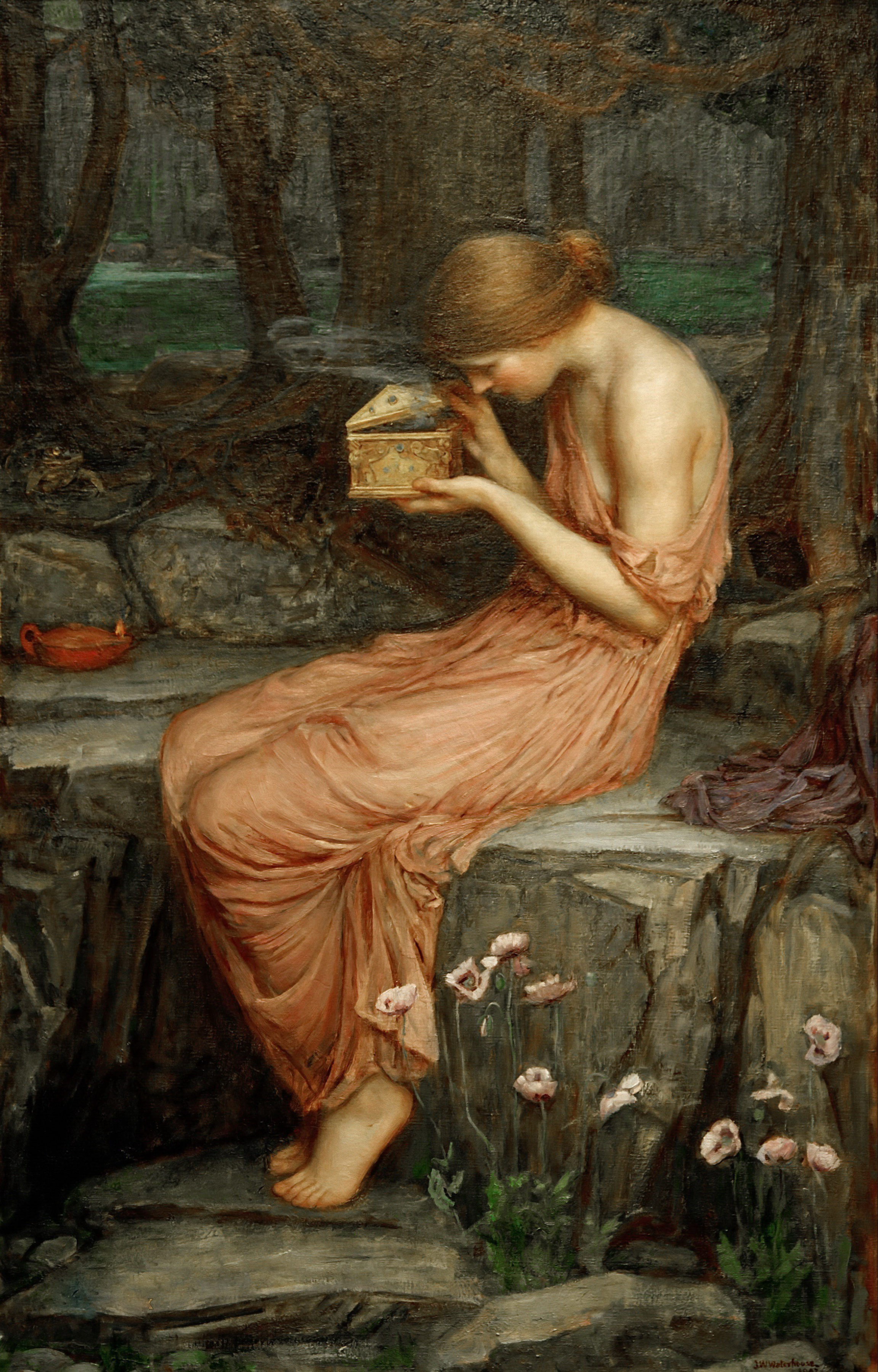
Psiquê abrindo o baú dourado (1903)
Psiquê abrindo a porta do Jardim do Cupido (1904)
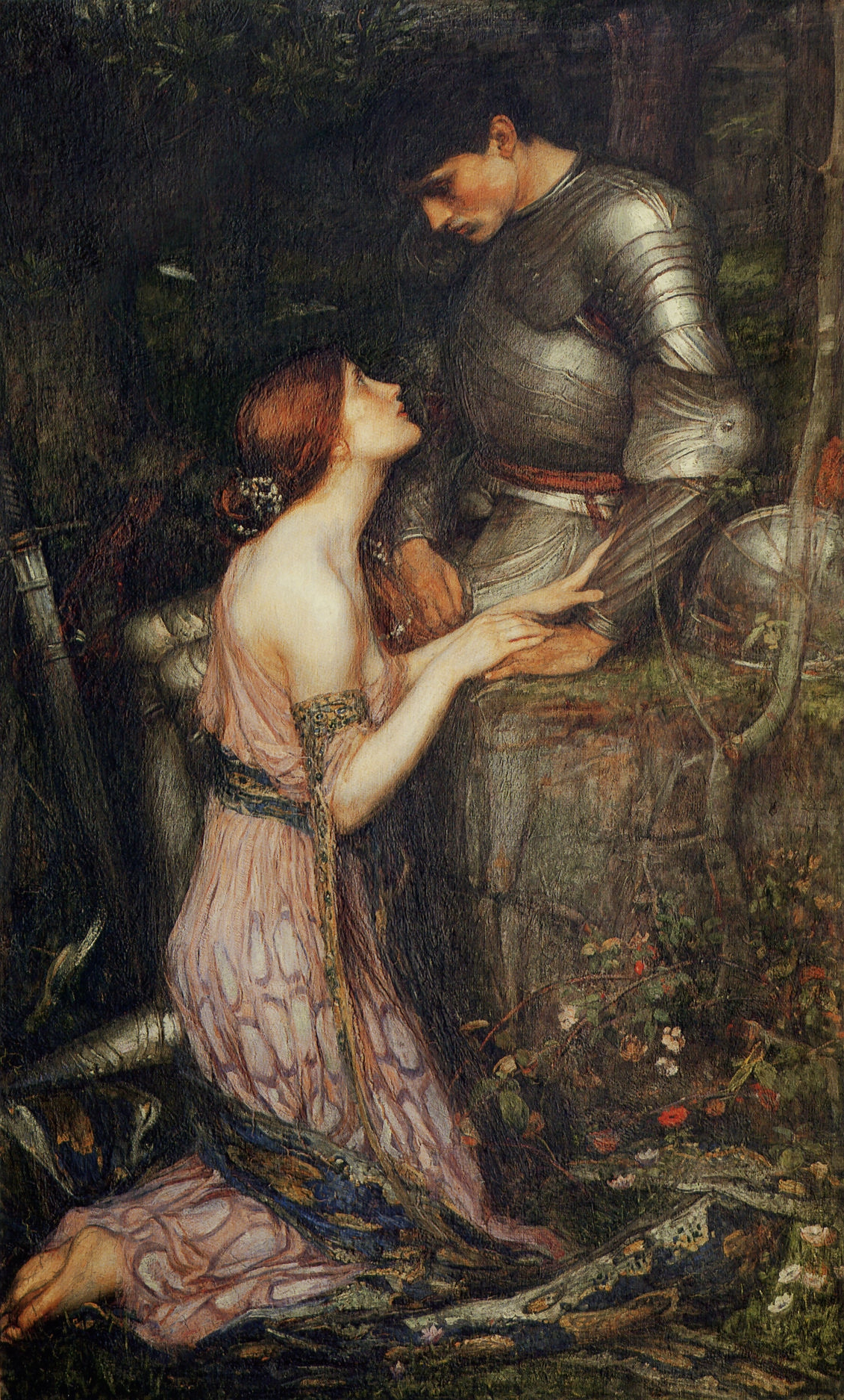
Lâmia (primeira versão em 1905)
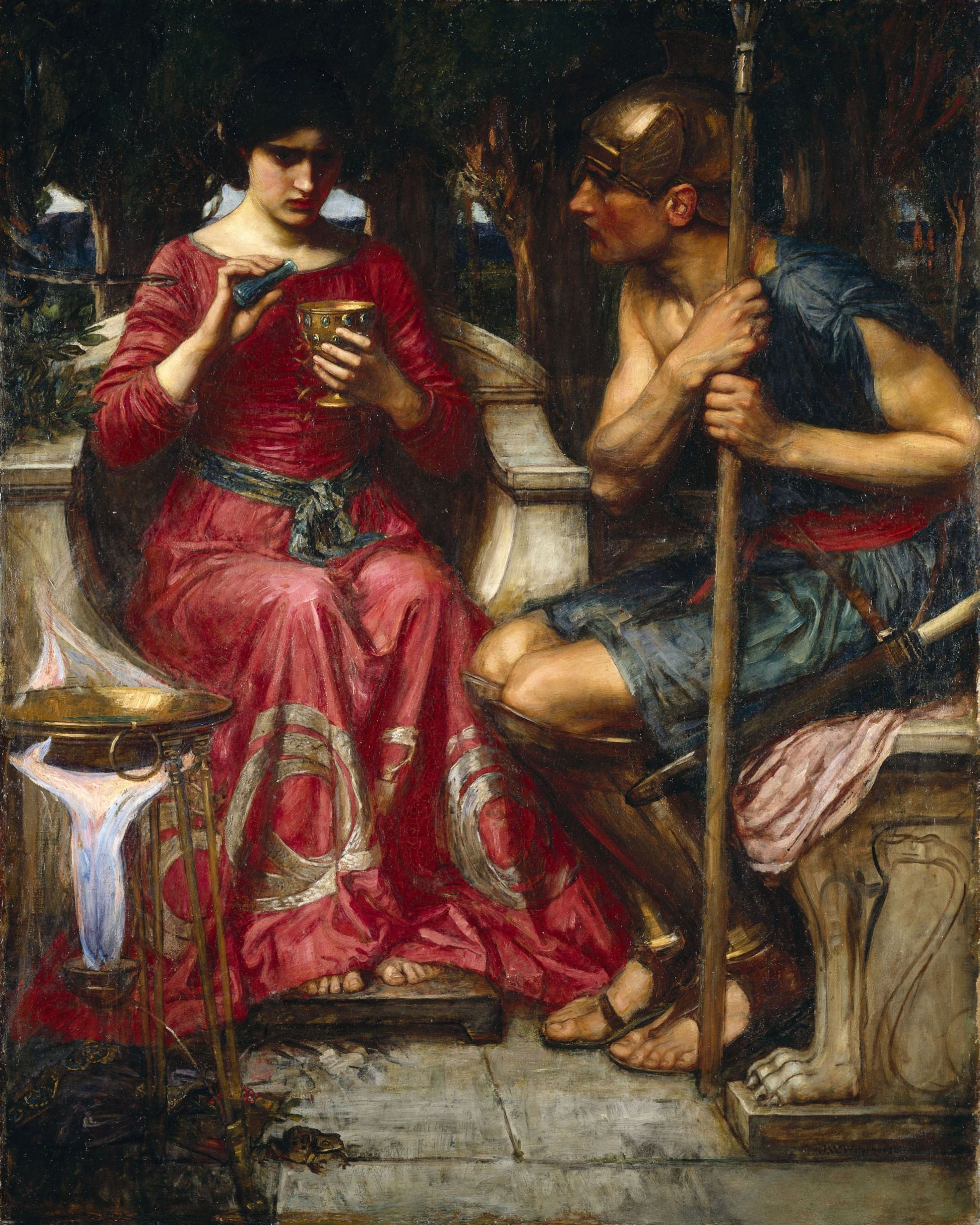
Jasão e Medeia (1907)
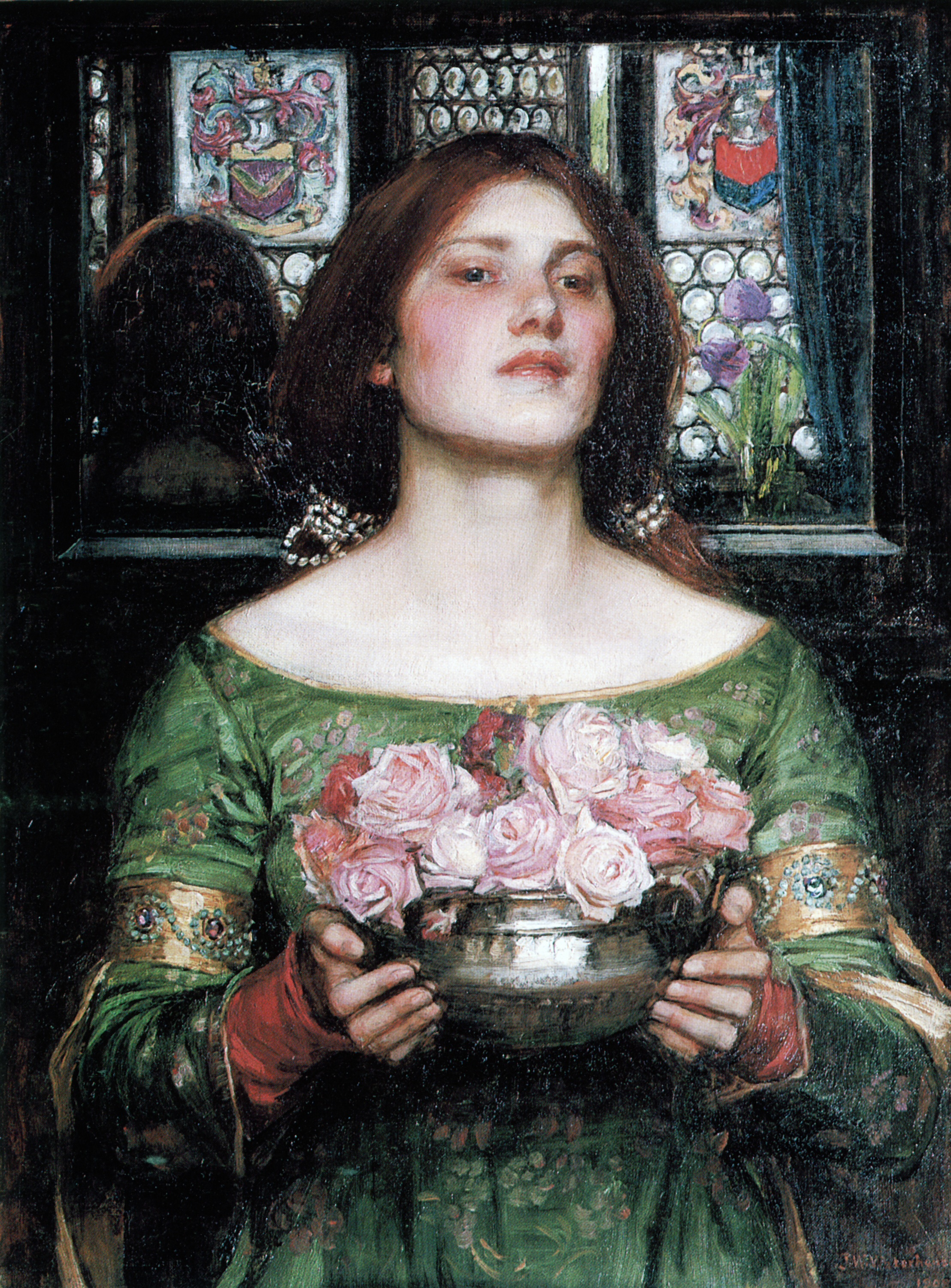
Recolhe teus buquês de rosa enquanto podes... (1908)
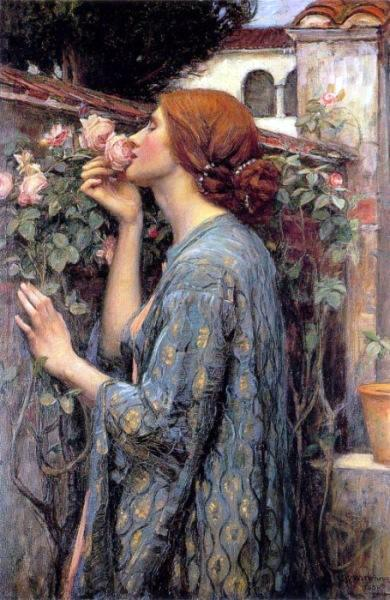
A alma da rosa ou Minha doce rosa (1908)
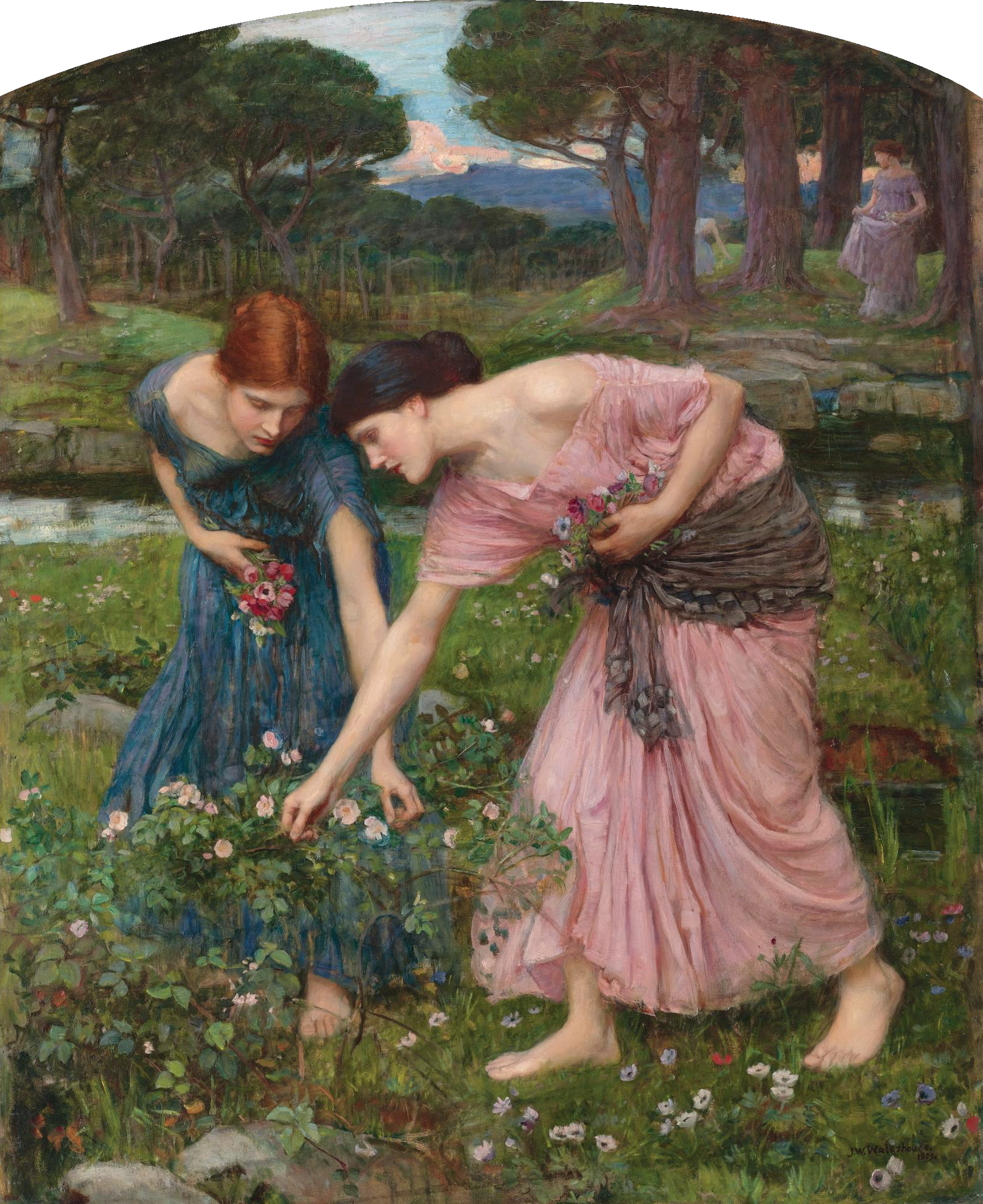
Recolhe tuas rosas enquanto podes (1909)
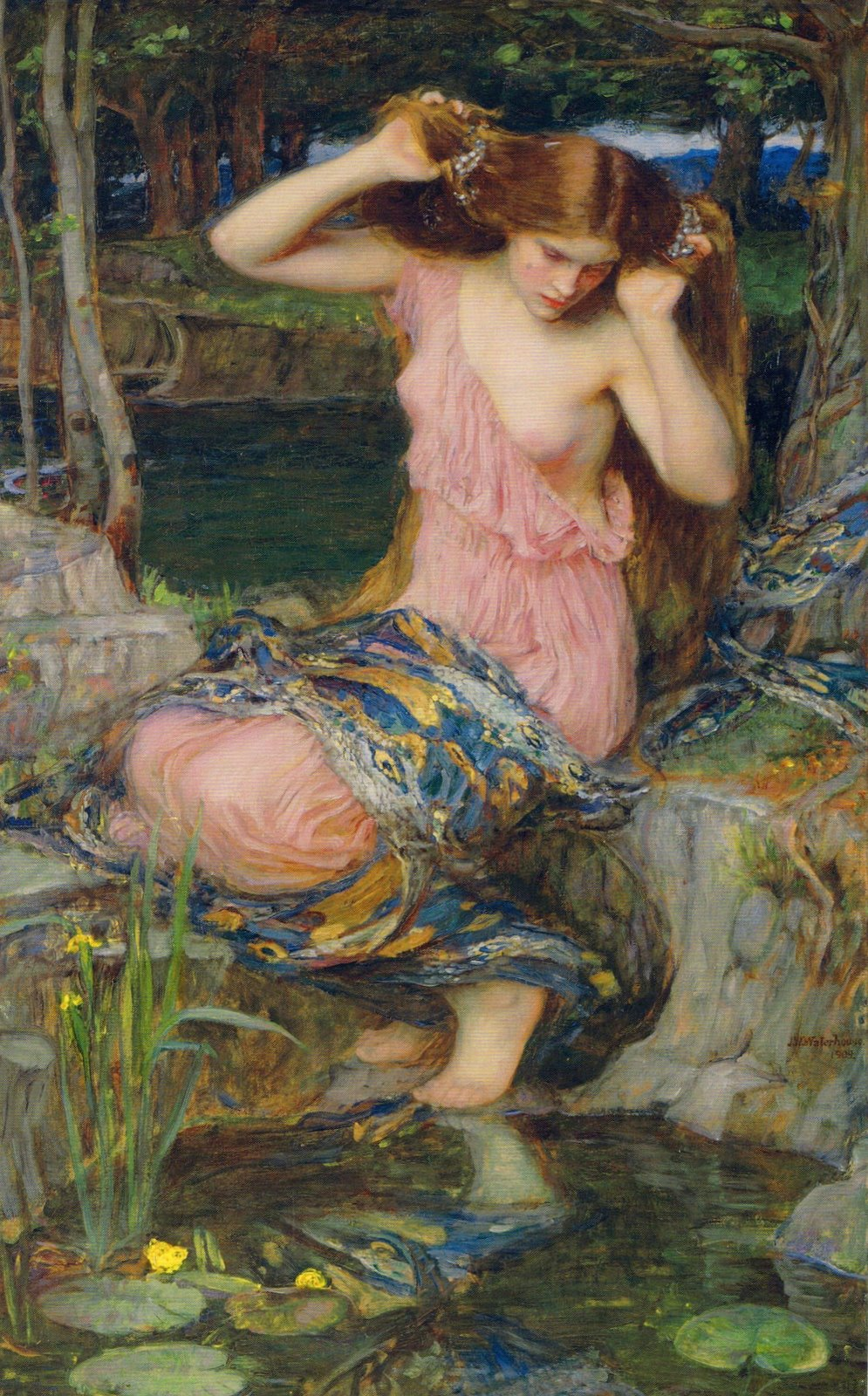
Lamia(segunda versão em 1909)
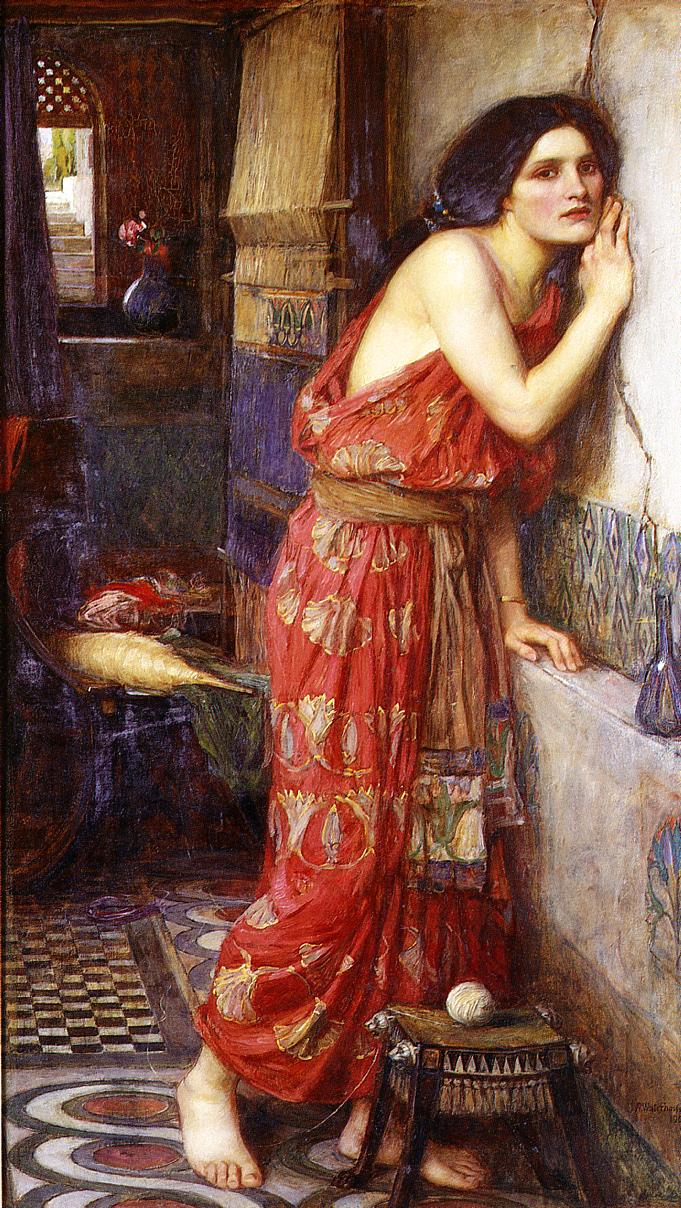
Tisbe (1909)

### Década de 1910

Ofélia (1910)
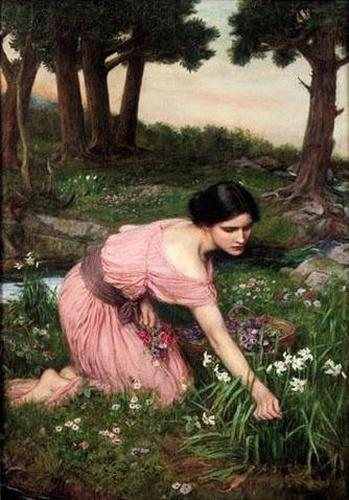
Primavera faz brotar um regaço verde de flores (1910)
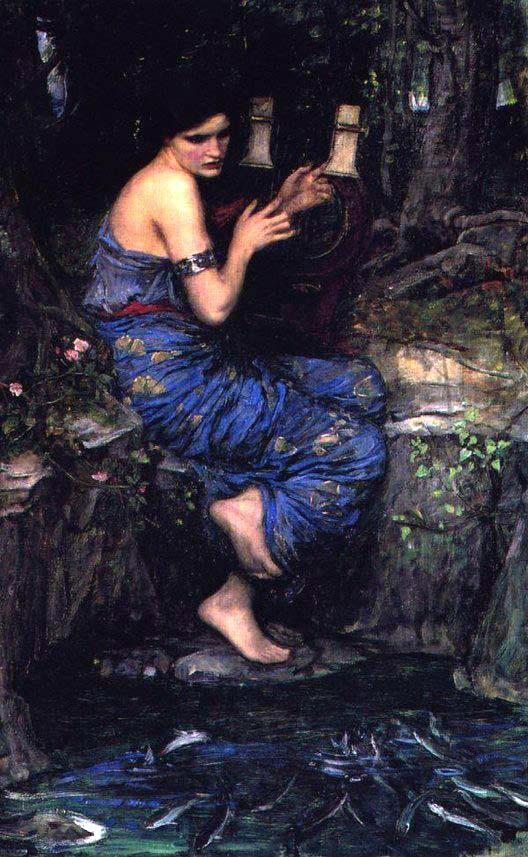
O encantador (1911)
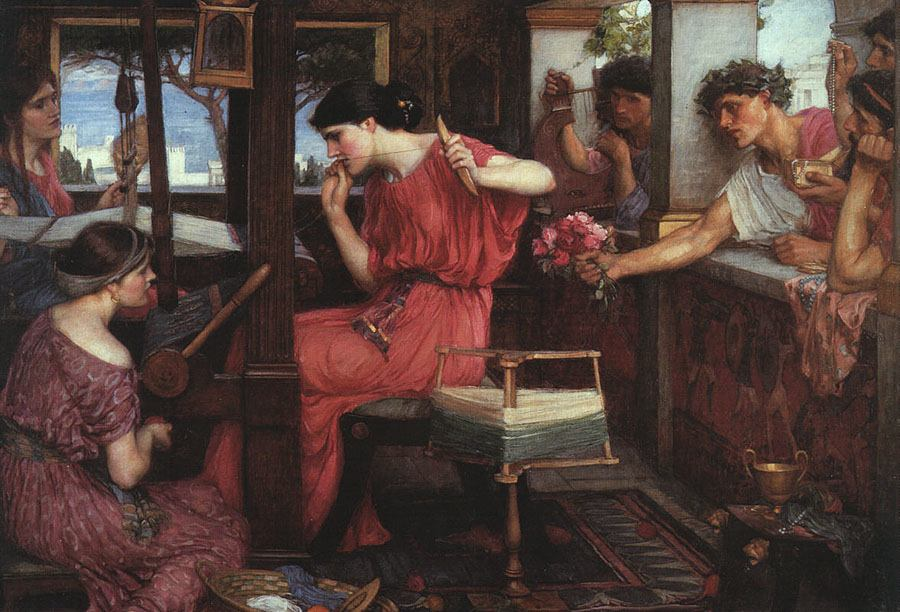
Penélope e os pretendentes (1912)
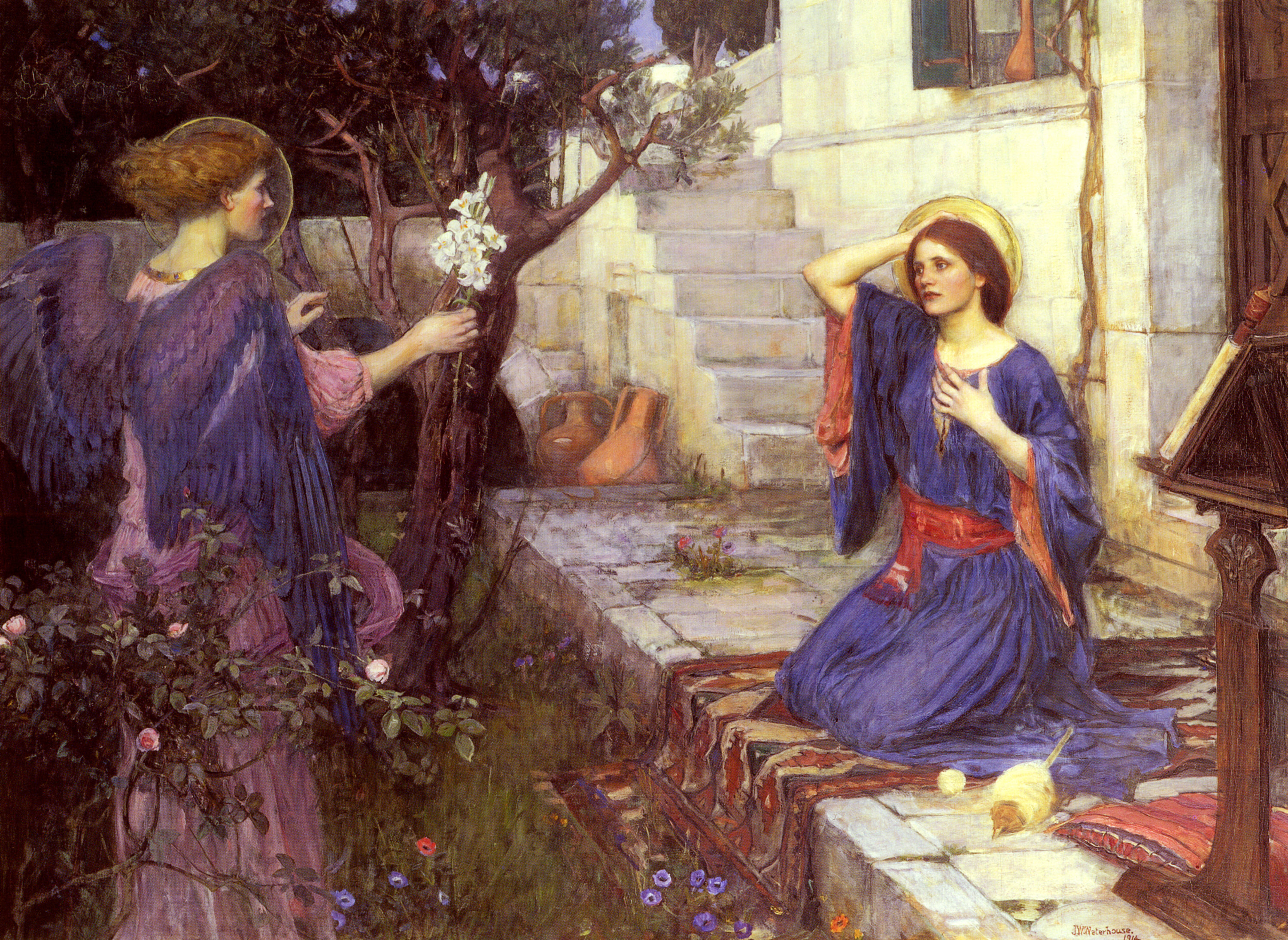
A Anunciação (1914)
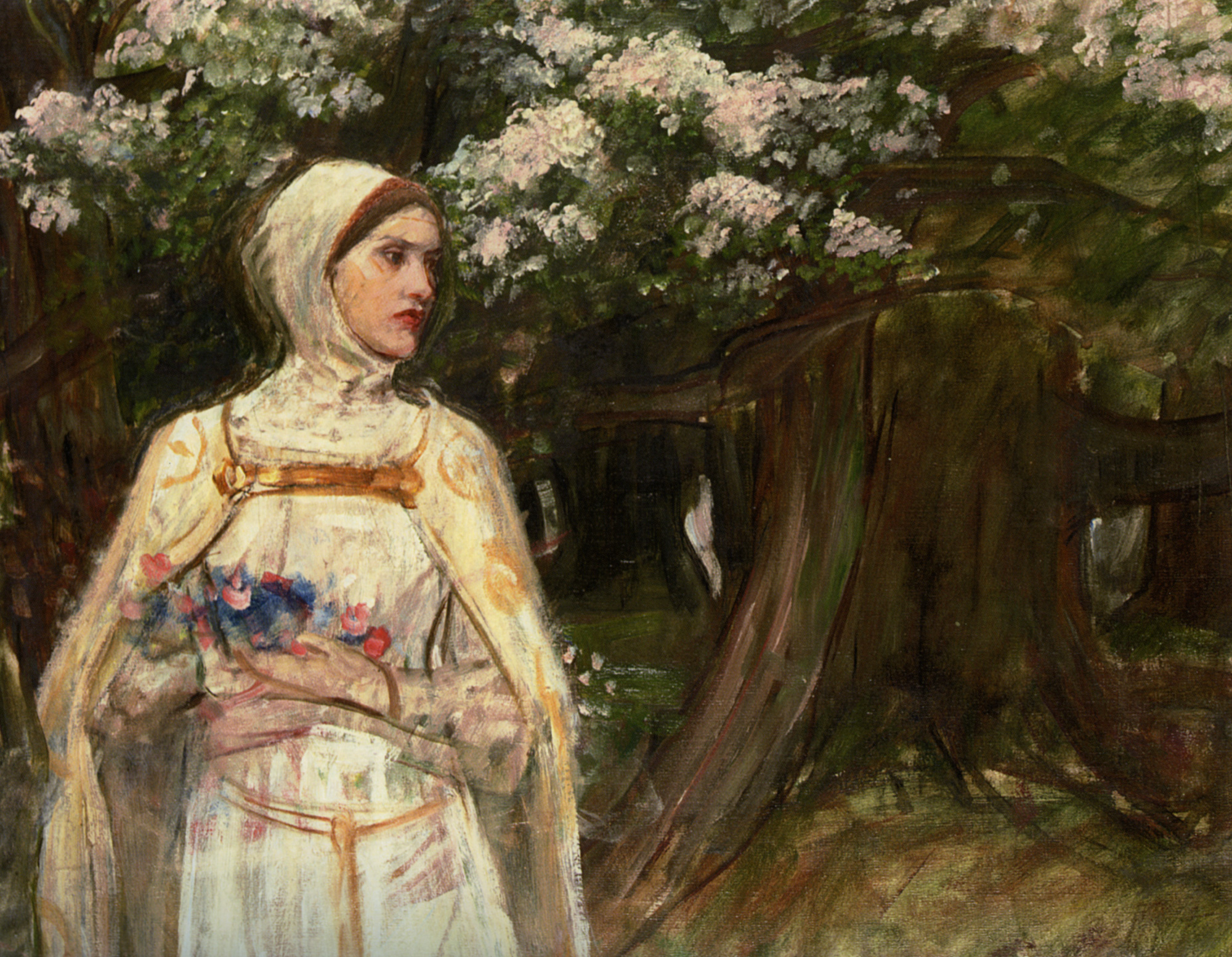
Beatriz (cerca de 1915)
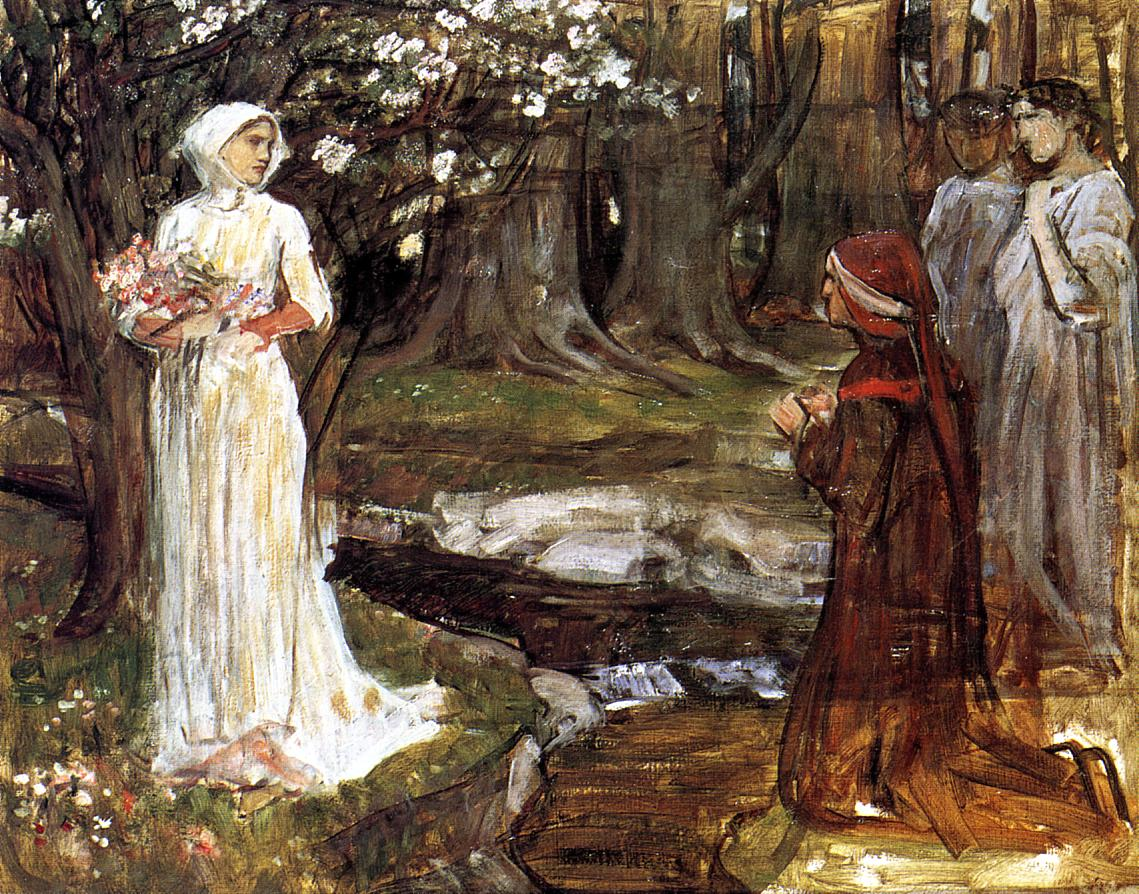
Dante e Beatriz (1915)
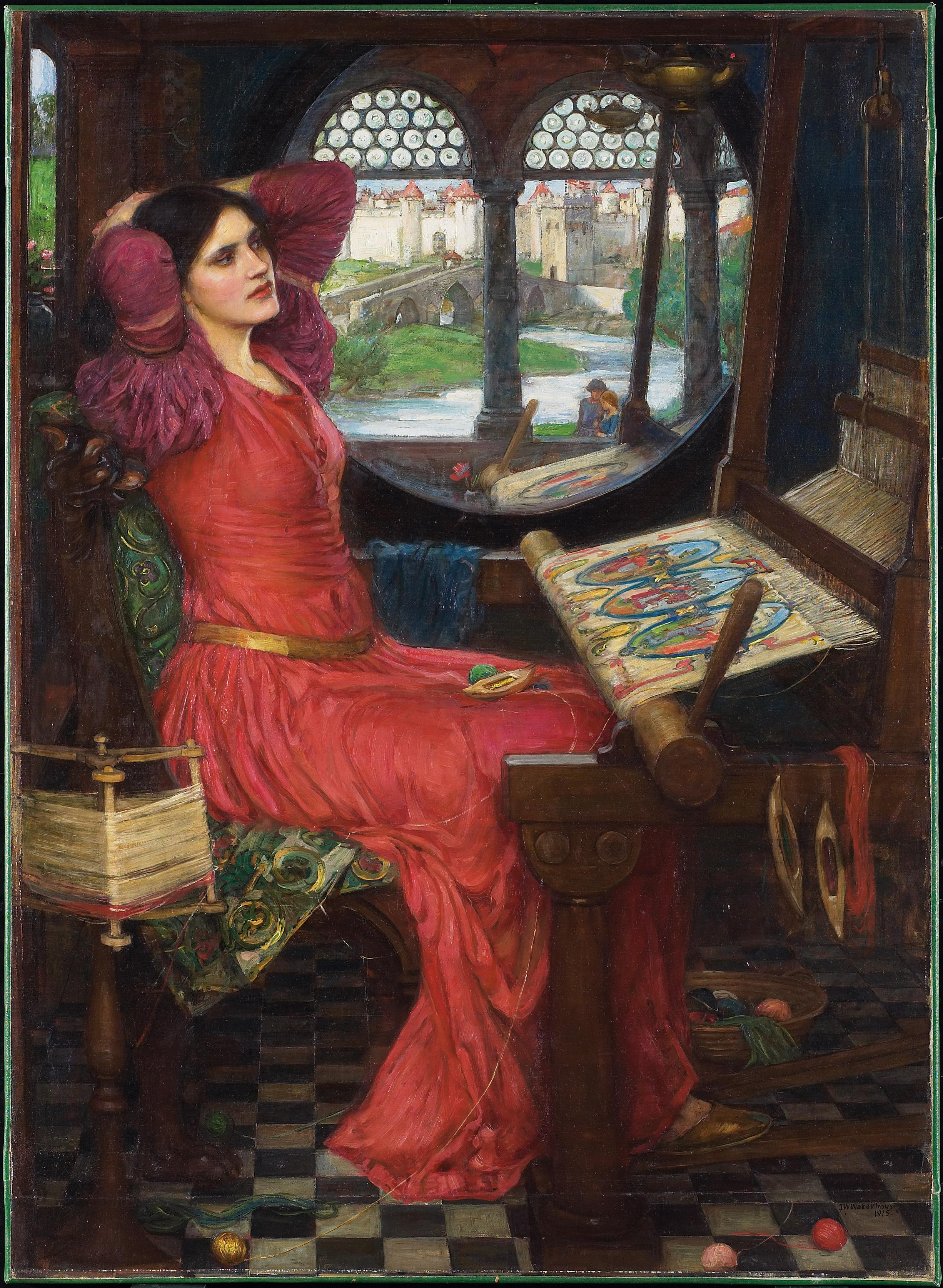
Estou meio enjoada das trevas, disse a Dama de Shalott (1916)
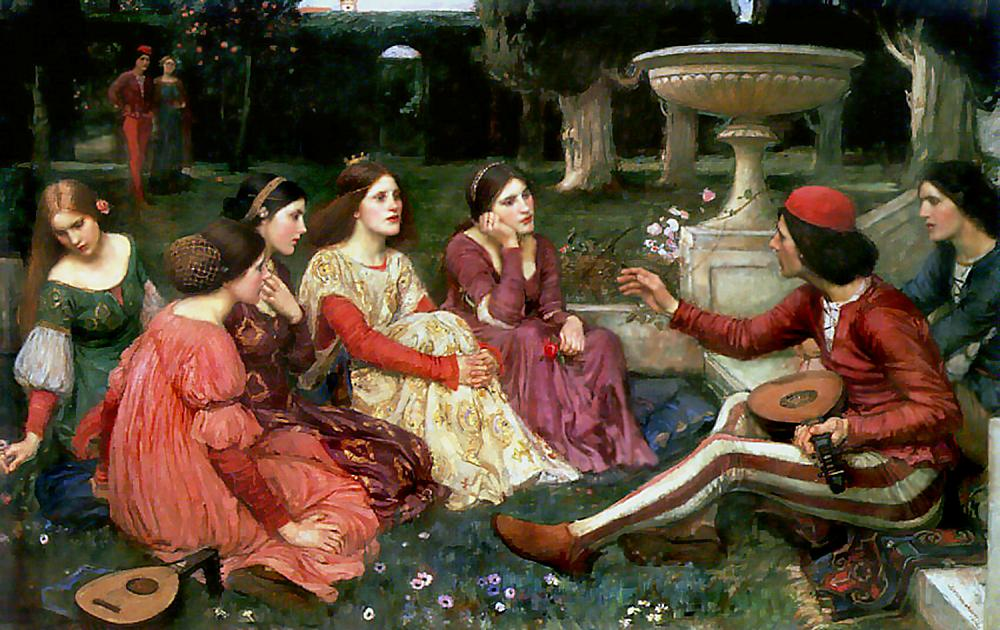
Um conto do Decamerão (1916)
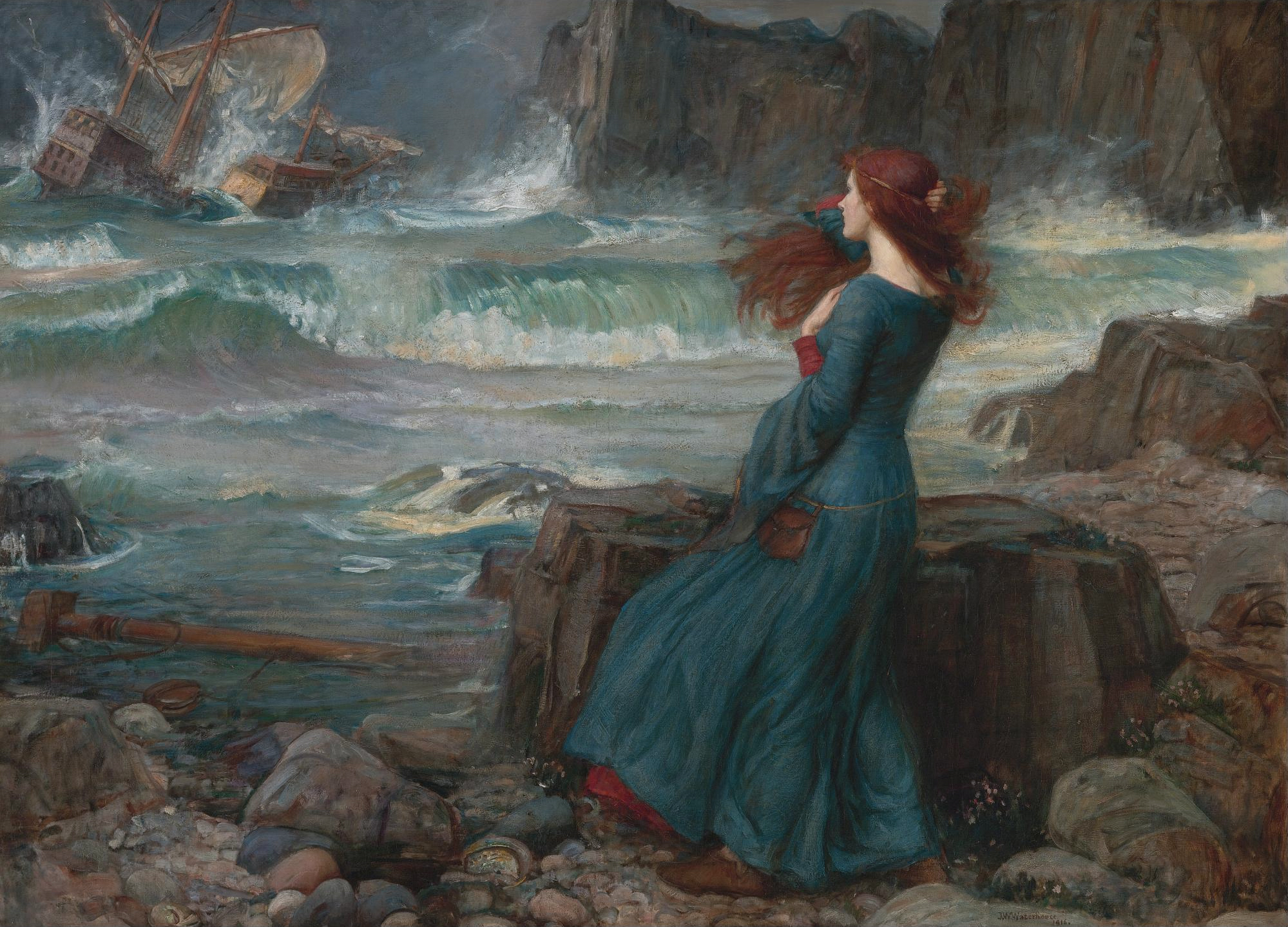
Miranda - A Tempestade (1916)
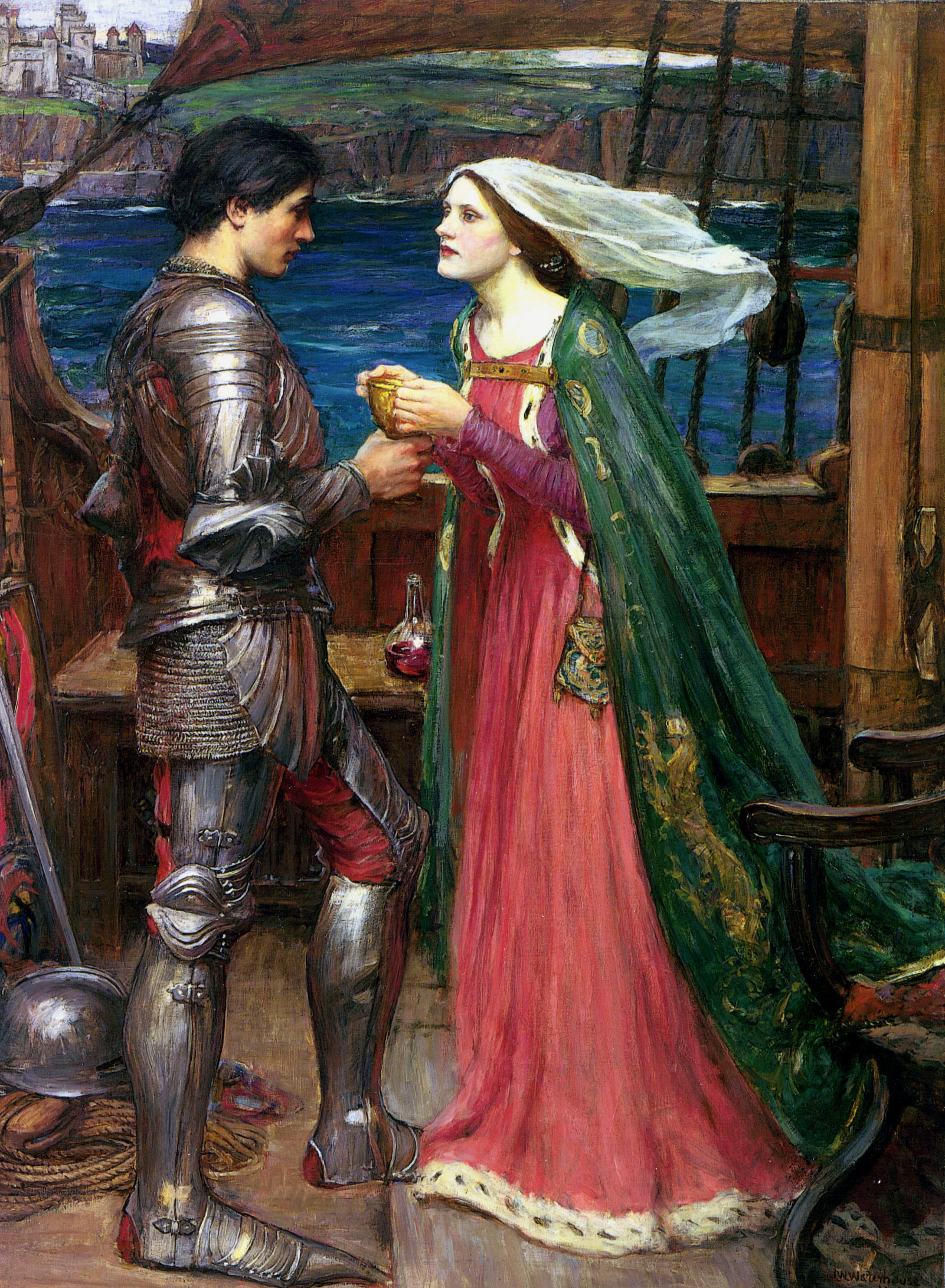
Tristão e Isolda (1916)